# Grzyby wielkoowocnikowe Polski

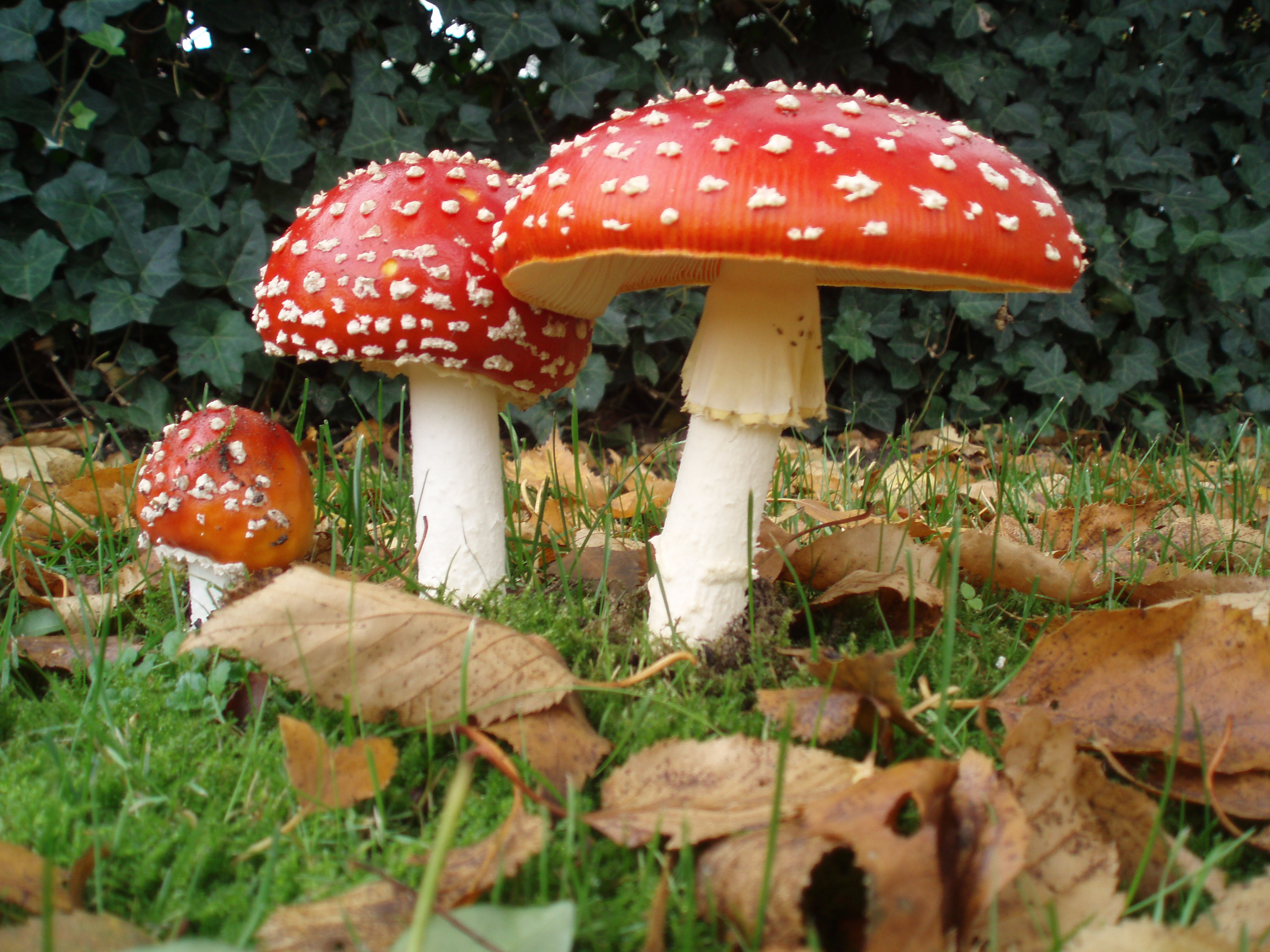
Muchomor czerwony Amanita muscaria

Grzyby wielkoowocnikowe Polski – nieformalna grupa grzybów wielkoowocnikowych (Macromycetes, wyróżnianych ze względów użytkowych, a nie taksonomicznych), naturalnie występujących  na terenie Polski. W Polsce stwierdzono około 3600 gatunków grzybów wielkoowocnikowych, przy czym dokładna liczba zależy od przyjętej definicji, a szacuje się, że występuje około 5500 gatunków) (w sensie systematycznym, wliczając wszystkie podstawczaki i workowce) oraz 200-300 gatunków grzybów wielkoowocnikowych wykorzystywanych użytkowo.

## Zakres stosowania pojęcia
Grzyby wielkoowocnikowe to takie, które można zauważyć bez posługiwania się lupą, których owocniki mierzą co najmniej 5 cm wysokości lub szerokości, są więc dostrzegalne gołym okiem. Mykolodzy za wielkoowocnikowe uznają również grzyby o mniejszych, kilkumilimetrowych owocnikach, które nie są ujmowane w popularnych atlasach grzybów. Część grzybów jest uznawana przez jednych mykologów za mikroskopijne, a przez innych za makroskopijne. 
Dawniej oraz współcześnie w powszechnym rozumieniu pod pojęciem „grzyby”, kryją się grzyby wielkoowocnikowe. W wielu popularnych atlasach grzybów nawet nie precyzuje się pojęcia, że grzyby w naukowym rozumieniu to znacznie szersza i bardziej różnorodna grupa organizmów (np.). Pojęcie "grzyby wielkoowocnikowe" pojawiło się dla odróżnienia popularnego (nienaukowego) rozumienia grzybów od współcześnie rozumianej dużej grupy organizmów, jakimi są grzyby. Grzyby wieloowocnikowe są więc zbiorczą i nieformalną grupą grzybów (z punktu widzenia specjalisty), wyróżnianą ze względów użytkowych (na dodatek wyróżnianą niezbyt precyzyjnie  - dlatego listy grzybów wielkoowocnikowych w poszczególny opracowaniach mogą się nieco różnić). 

## Znaczenie użytkowe
Grzyby wielkoowocnikowe wytwarzają dobrze widoczne owocniki (ważne przede wszystkim z kulinarnego punktu widzenia). Obejmują przede wszystkim grzyby jadalne – czyli wybrane gatunki grzybów wielkoowocnikowych, uznane za smaczne, a przynajmniej nietrujące. Ze względu na podobieństwo oraz możliwość pomyłki w obrębie nieformalnej grupy grzybów wielkoowocnikowych znajdują się grzyby niejadalne – wytwarzające nietoksyczne owocniki, jednak z różnych względów nie nadające się do spożycia, lub przynajmniej nieprzydatne kulinarnie oraz grzyby trujące – grzyby zawierające substancje trujące w ilości toksycznej dla człowieka np. muchomor sromotnikowy.

## Systematyka i liczba gatunków
Jak już było wspomniane wyżej, grzyby wielkoowocnikowe to grupa sztuczna, ale użyteczna z praktycznego punktu widzenia, wydzielona na podstawie rozmiarów, a nie pokrewieństwa ewolucyjnego. 
W sensie naukowym i systematycznych skupiają przedstawicieli podstawczaków (np. pieczarki, borowiki) i workowców (np. smardze, trufle).
W Polsce udokumentowano występowanie 3630 gatunków grzybów (przypuszcza się, że występuje ich 125 000 gatunków), w tym 3198 gatunków grzybów właściwych (Fungi), (a szacuje się, że występuje ich 11 840.) Spośród grzybów wielkoowocnikowych wykazano występowanie 512 gatunków workowców (Ascomycota) i 2077 gatunków podstawczaków (Basidiomycota). Przypuszcza się jednocześnie, że w Polsce występuje 5170 gatunków Basidiomycota.
Do krajowych grzybów wielkoowocnikowych ważnych z użytkowego punktu widzenia należy około 200-300 gatunków (grzyby jadalne, niejadalne, trujące). A więc nie obejmują wszystkich gatunków podstawczaków i workowców (bo wyróżniane są ze względów użytkowych a nie systematycznych i naukowych). 

## Przegląd grzybów wielkoowocnikowych Polski
Ze względu na fakt, iż skład gatunkowy grzybów różny jest w poszczególnych regionach geograficznych, lista (spis) gatunków grzybów wielkoowocnikowych Polski różni się od podobnych list z innych krajów Europejskich, a w odniesieniu do innych kontynentów różnice te są dużo większe. 
Na poniższej liście przeglądowej wymienionych jest tylko około 800 gatunków grzybów wielkoowocnikowych Polski. Są to gatunki najpospolitsze lub rzadkie ale z różnych powodów zasługujące na uwagę oraz gatunki chronione.
Łacińskie nazwy gatunkowe są dostosowane do obowiązujących w Index Fungorum (stan na 1 grudnia 2012 roku, w niektórych przypadkach aktualizowane później).
Objaśnienia:

● gatunek objęty ochroną gatunkową ścisłą

○ gatunek objęty ochroną gatunkową częściową

### Gromada:Ascomycota(workowce)

#### Rząd:Pezizales(kustrzebkowce)

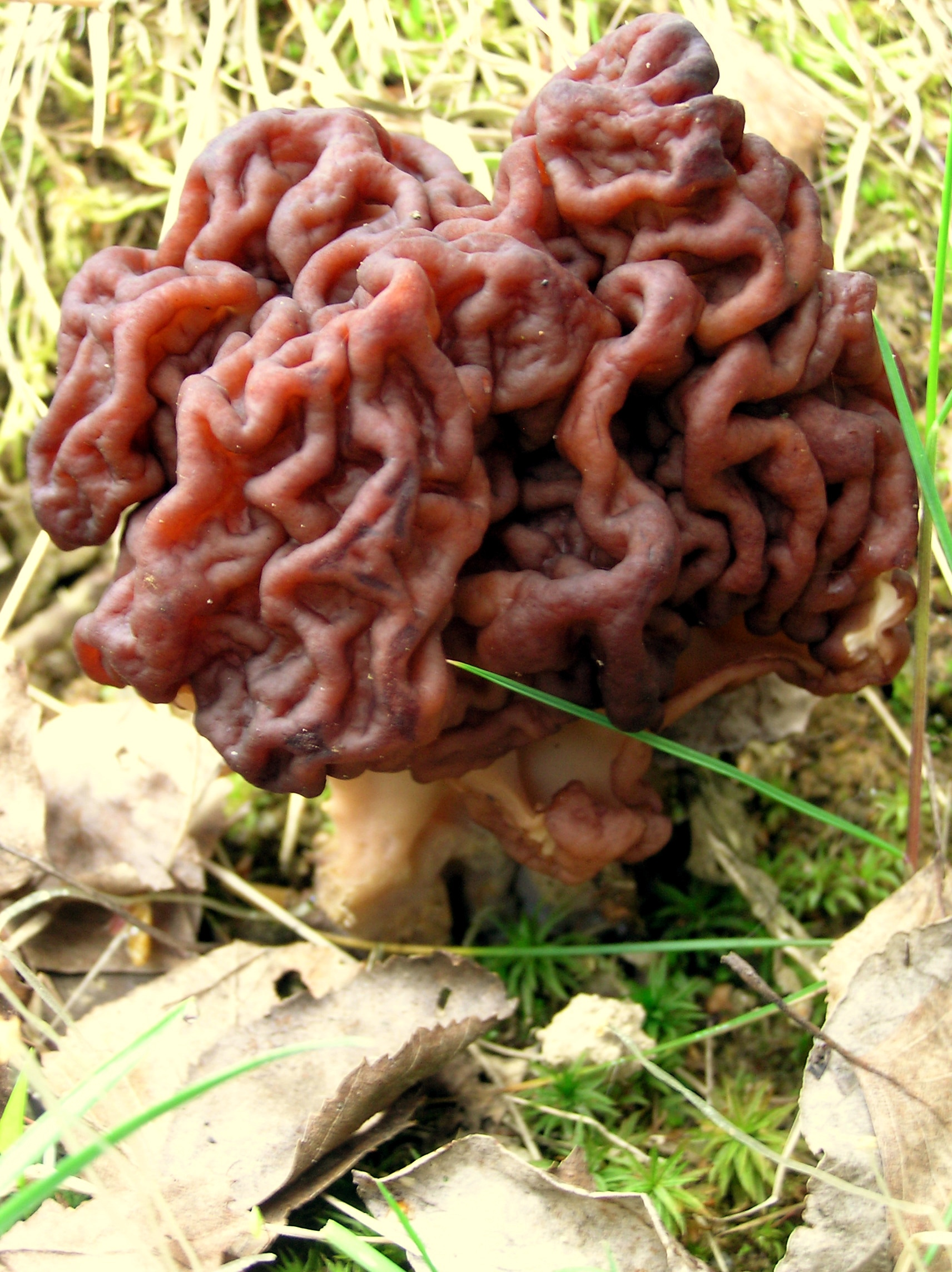
Piestrzenica kasztanowata

- Rodzina: Discinaceae (krążkownicowate)
  - Discina ancilis (krążkownica wrębiasta)
  - Gyromitra ambigua (piestrzenica pośrednia) ○
  - Gyromitra esculenta (piestrzenica kasztanowata)
  - Discina fastigiata (piestrzenica wzniesiona) (Gyromitra fastigiata[12]) ○
  - Gyromitra gigas (piestrzenica olbrzymia)
  - Gyromitra infula (piestrzenica infułowata)
  - Hydnotrya tulasnei (truflica kasztanowata)
- Rodzina: Helvellaceae (piestrzycowate)
  - Helvella acetabulum (piestrzyca pucharowata)
  - Helvella atra (piestrzyca czarna)
  - Helvella crispa (piestrzyca kędzierzawa)
  - Helvella elastica (piestrzyca giętka)
  - Helvella ephippium
  - Helvella lacunosa (piestrzyca zatokowata)
  - Helvella macropus (piestrzyca popielata)
  - Wynnella silvicola (uchownica kasztanowata)

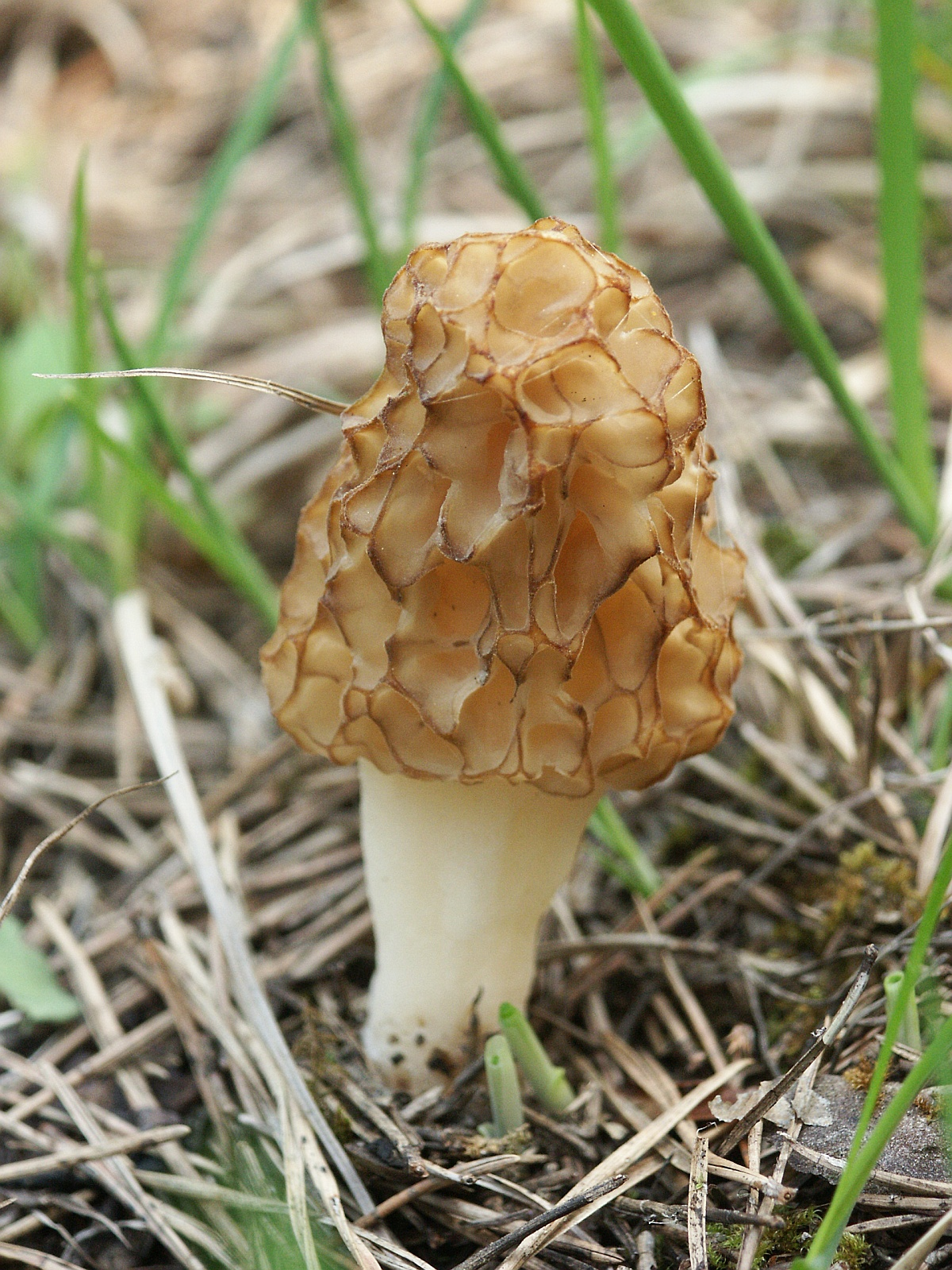
Smardz jadalny

- Rodzina: Morchellaceae (smardzowate)
  - Disciotis venosa (krążkówka żyłkowana) ●
  - Mitrophora gigas (mitrówka półwolna) (smardz półwolny Morchella gigas[12]) ○
  - Mitrophora semilibera (mitrówka półwolna)
  - Morchella conica (smardz stożkowaty) ○
  - Morchella crassipes (smardz grubonogi) ○
  - Morchella elata (smardz wyniosły) ○
  - Morchella esculenta (smardz jadalny) ○
  - Verpa bohemica (naparstniczka czeska) ○
  - Verpa conica (naparstniczka stożkowata) ○
- Rodzina: Pezizaceae (kustrzebkowate)
  - Peziza vesiculosa (kustrzebka pęcherzykowata)
  - Sarcosphaera coronaria (koronica ozdobna) ●

- Rodzina: Pyronemataceae

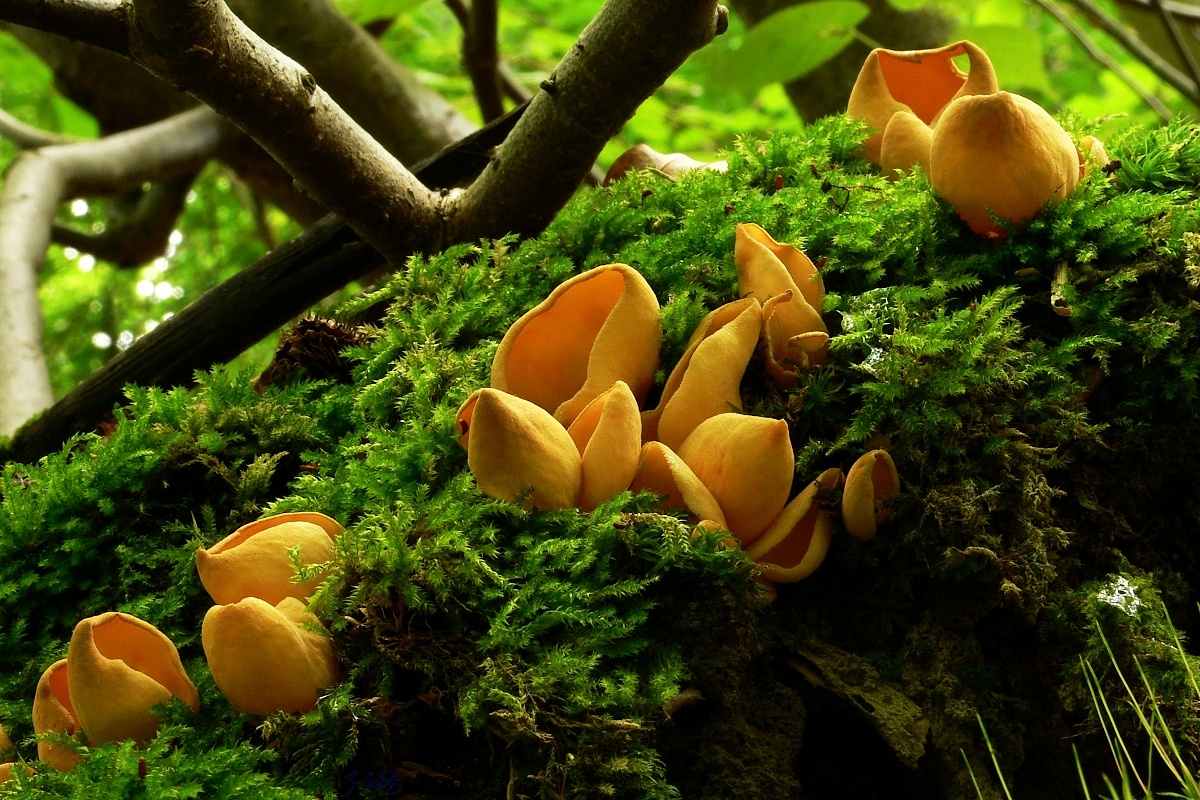
Uchówka ośla

  - Aleuria aurantia (dzieżka pomarańczowa)
  - Geopyxis carbonaria (garstnica wypaleniskowa)
  - Humaria hemisphaerica (ziemica półkulista)
  - Melastiza chateri (czarnorzęska szczecinkowata)
  - Neottiella rutilans (gniazdówka czerwonawa)
  - Otidea cochleata (uchówka ślimakowata)
  - Otidea onotica (uchówka ośla)
  - Pulvinula convexella (poduszeczka pomarańczowa)
  - Scutellinia scutellata (włośniczka tarczowata)
  - Scutellinia trechispora (włośniczka szorstkozarodnikowa)
  - Sowerbyella rhenana (dzieżka trzoneczkowata)
- Rodzina: Rhizinaceae (przyczepkowate)
  - Rhizina undulata (przyczepka falista)

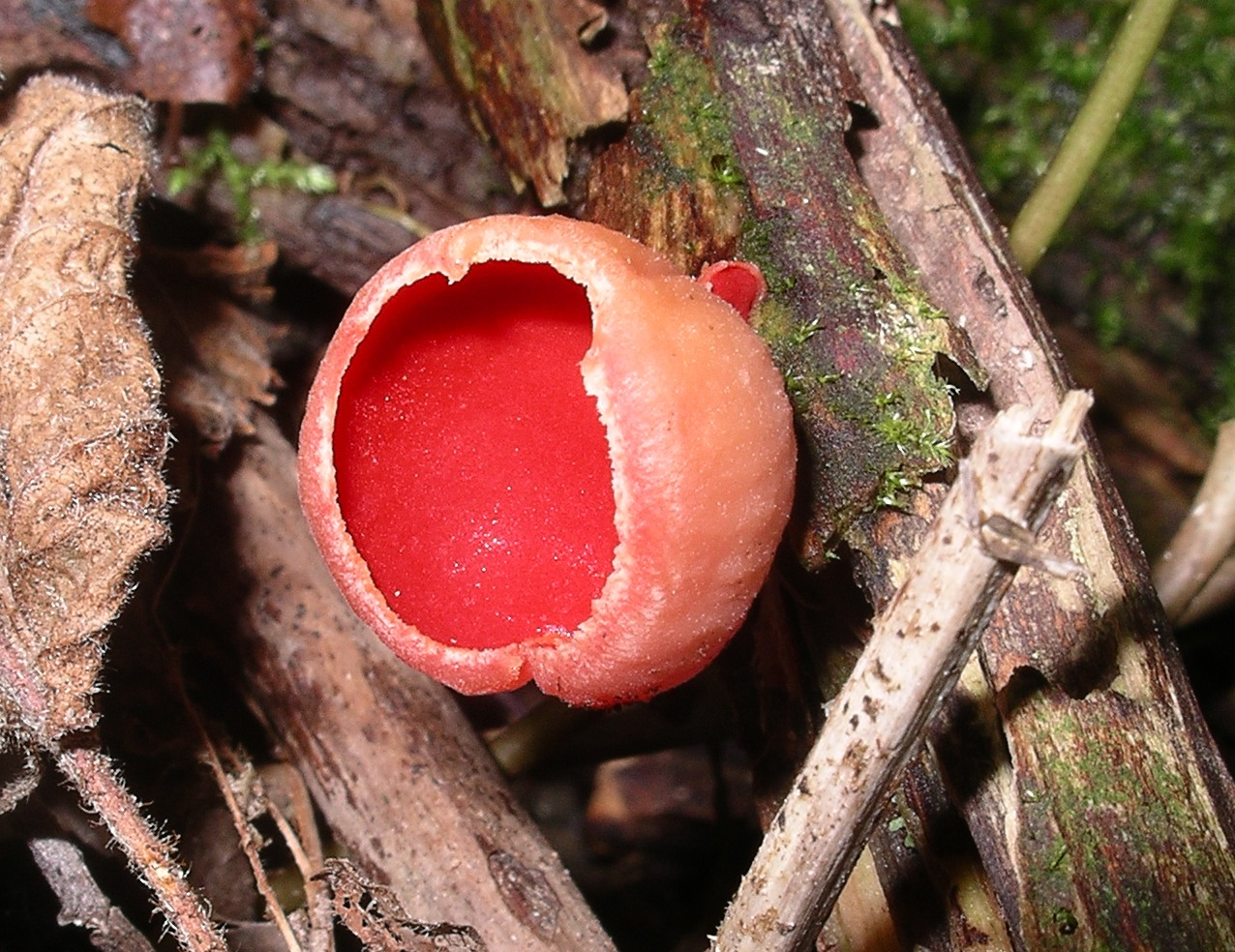
Czarka szkarłatna

- Rodzina: Sarcoscyphaceae (czarkowate)
  - Microstoma protractum (czareczka długotrzonkowa)
(czareczka długotrzonowa M. protracta[12]) ●
  - Sarcoscypha coccinea (czarka szkarłatna)
  - Sarcoscypha jurana (czarka jurajska) ●
- Rodzina: Tuberaceae (truflowate)
  - Choiromyces magnusii (piestrak brązowawy)
  - Choiromyces meandriformis (piestrak jadalny)
  - Tuber mesentericum (trufla wgłębiona) ●
  - Tuber borchii (trufla Borcha)
  - Tuber excavatum (trufla wydrążona)
  - Tuber melanosporum (trufla czarnozarodnikowa)
  - Tuber puberulum (trufla omszona)
  - Tuber rufum (trufla ruda)
- Rodzina: Sarcosomataceae
  - Sarcosoma globosum (Dzbankówka kulista)●

#### Rząd:Geoglossales
- Rodzina: Geoglossaceae (łęgotowate)
  - Geoglossum atropurpureum (ziemiozorek ciemnopurpurowy)
  - Microglossum olivaceum (małozorek zielonobrązowy)
  - Microglossum viride (małozorek zielony) ○
  - Trichoglossum hirsutum (włosojęzyk szorstki) ○

#### Rząd:Helotiales(tocznikowce)
- Rodzina: Bulgariaceae (prószykowate)
  - Bulgaria inquinans (prószyk brudzący)
- Rodzina: Cudoniaceae
  - Cudonia circinans (hełmik okrągławy)
  - Spathularia flavida (łopatnica żółtawa)
- Rodzina: Dermateaceae
  - Chlorociboria aeruginascens (chlorówka drobna)
  - Chlorociboria aeruginosa (chlorówka grynszpanowa)

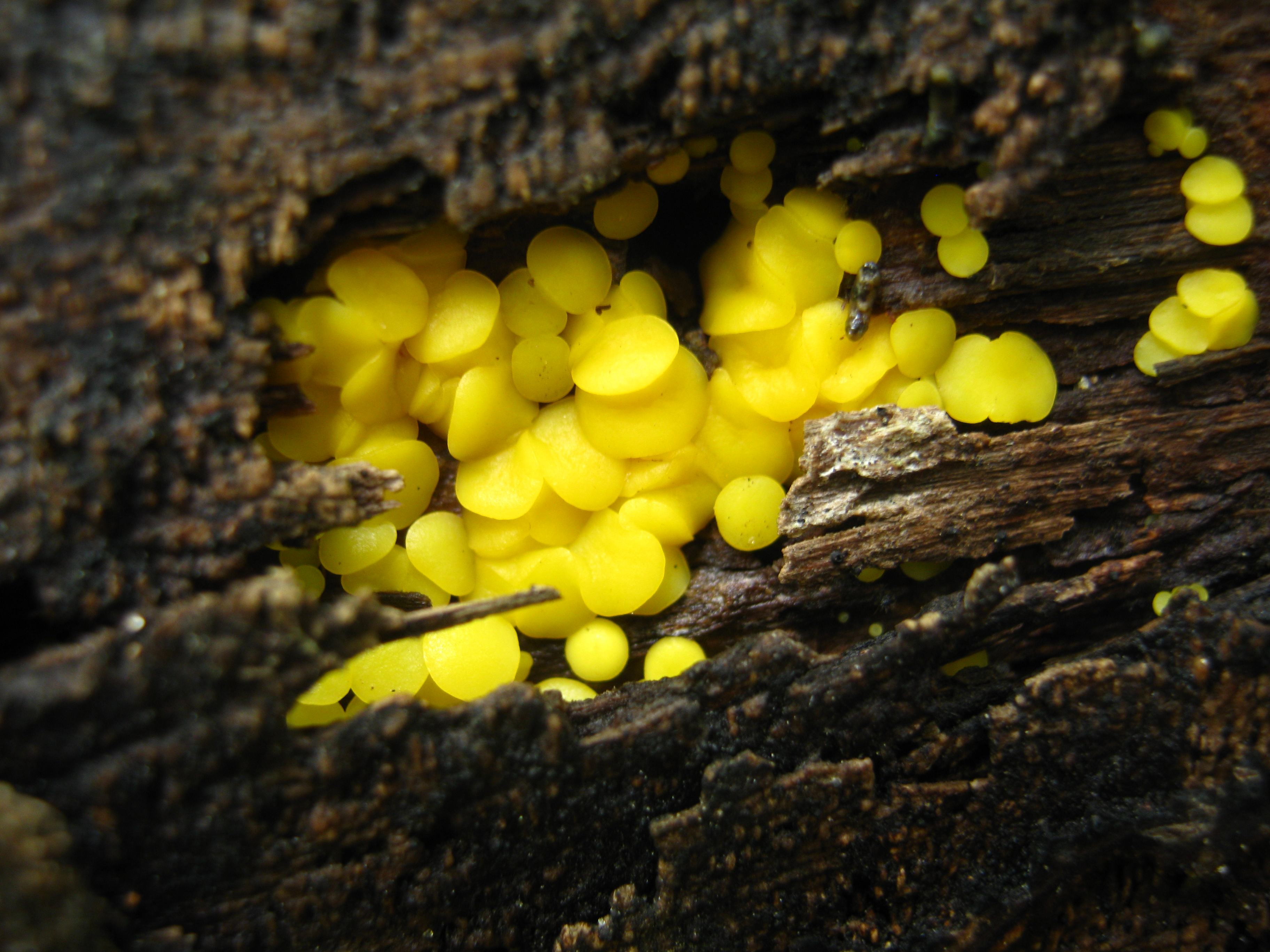
Dwuzarodniczka cytrynowa

- Rodzina: Helotiaceae (tocznikowate)
  - Ascocoryne cylichnium (galaretnica pucharkowata)
  - Ascocoryne sarcoides (galaretnica mięsista)
  - Ascocoryne solitaria (galaretnica samotna)
  - Ascotremella faginea (workotrzęsak galaretowaty)
  - Bisporella citrina (dwuzarodniczka cytrynowa)
  - Leotia atrovirens (patyczka czarnozielona)
  - Holwaya mucida (lipnik lepki)○
  - Hymenoscyphus fructigenus (pucharek owocowy)
  - Hymenoscyphus herbarum (pucharek źdźbłowy)
  - Neobulgaria pura (galaretówka przejrzysta)
  - Phaeohelotium fagineum (pucharek bukowy)
- Rodzina: Hemiphacidiaceae
  - Chlorencoelia versiformis (zieleniak zmienny)
  - Heyderia cucullata (igłówka brązowawa)
- Rodzina: Hyaloscyphaceae (przezroczkowate)
  - Dasyscyphus aeruginellus (zieleniak wiązówkowy)
  - Lachnellula occidentalis (wełniczka gałązkowa)
  - Lachnellula willkommii (wełniczka pasożytnicza)
- Rodzina: Leotiaceae (patyczkowate)
  - Leotia lubrica (patyczka lepka)
- Rodzina: Sclerotiniaceae (twardnicowate)
  - Dumontinia tuberosa (sklerotka bulwiasta)
  - Mitrula paludosa (mitróweczka błotna)
  - Monilinia baccarum (paciornica jagodowa)
  - Sclerotinia sclerotiorum (twardnica pasożytnicza)
  - Sclerotinia trifoliorum (twardnica koniczynowa)
- Rodzina: Vibrisseaceae (włosóweczkowate)
  - Vibrissea truncorum (włosóweczka nadrzewna)

#### Rząd:Hypocreales

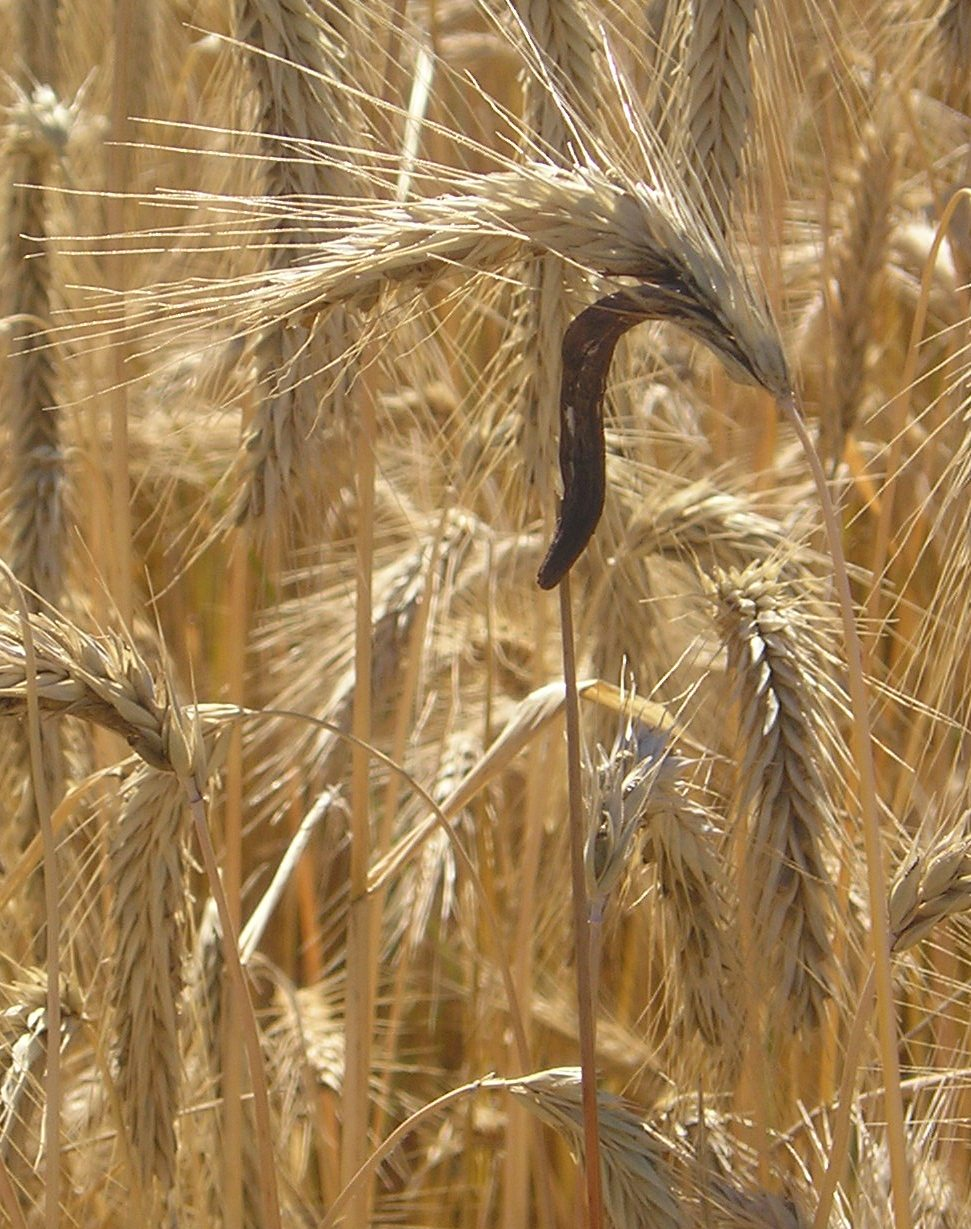
Buławinka czerwona

- Rodzina: Clavicipitaceae (buławinkowate)
  - Claviceps purpurea (buławinka czerwona)
- Rodzina: Cordycipitaceae
  - Cordyceps militaris (maczużnik bojowy)
  - Cordyceps tuberculata (maczużnik guzkowaty)
- Rodzina: Nectriaceae (gruzełkowate)
  - Dialonectria episphaeria (gruzełek krwisty)
  - Nectria cinnabarina (gruzełek cynobrowy)
  - Nectria coryli (gruzełek leszczynowy)
  - Nectria pinea (gruzełek sosnowy)
- Rodzina: Ophiocordycipitaceae
  - Elaphocordyceps capitata (maczużnik główkowaty)
  - Elaphocordyceps ophioglossoides (maczużnik nasięźrzałowy)
  - Ophiocordyceps forquignonii (maczużnik muszy)
  - Ophiocordyceps gracilis (maczużnik wysmukły)
  - Ophiocordyceps sphecocephala (maczużnik osi)

#### Rząd:Xylariales

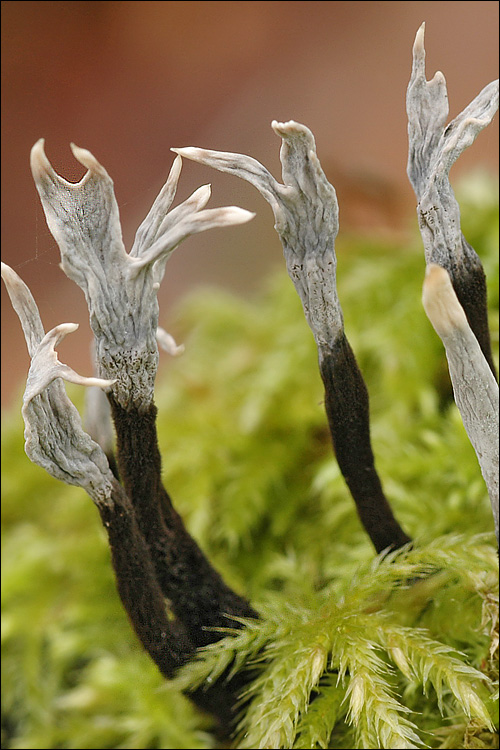
Próchnilec gałęzisty

- Rodzina: Xylariaceae (próchnilcowate)
  - Daldinia concentrica (warstwiak zwęglony)
  - Hypoxylon fragiforme (drewniak szkarłatny)
  - Hypoxylon fuscum (drewniak brunatny)
  - Hypoxylon rutilum (drewniak czerwonawy)
  - Kretzschmaria deusta (zgliszczak pospolity)
  - Xylaria hypoxylon (próchnilec gałęzisty)
  - Xylaria longipes (próchnilec długotrzonkowy)
  - Xylaria polymorpha (próchnilec maczugowaty)

#### Rząd:Onygenales
- Rodzina: Onygenaceae (rogowniczkowate)
  - Onygena corvina (rogowniczka ptasia)
  - Onygena equina (rogowniczka końska)

#### Rząd:Eurotiales
- Rodzina: Elaphomycetaceae (jeleniakowate)
  - Elaphomyces asperulus (jeleniak szorstki)
  - Elaphomyces granulatus (jeleniak sarni)
  - Elaphomyces muricatus (jeleniak myszaty)

### Gromada:Basidiomycota(podstawczaki)

#### Rząd:Pucciniales
- Rodzina: Pucciniaceae (rdzowate)

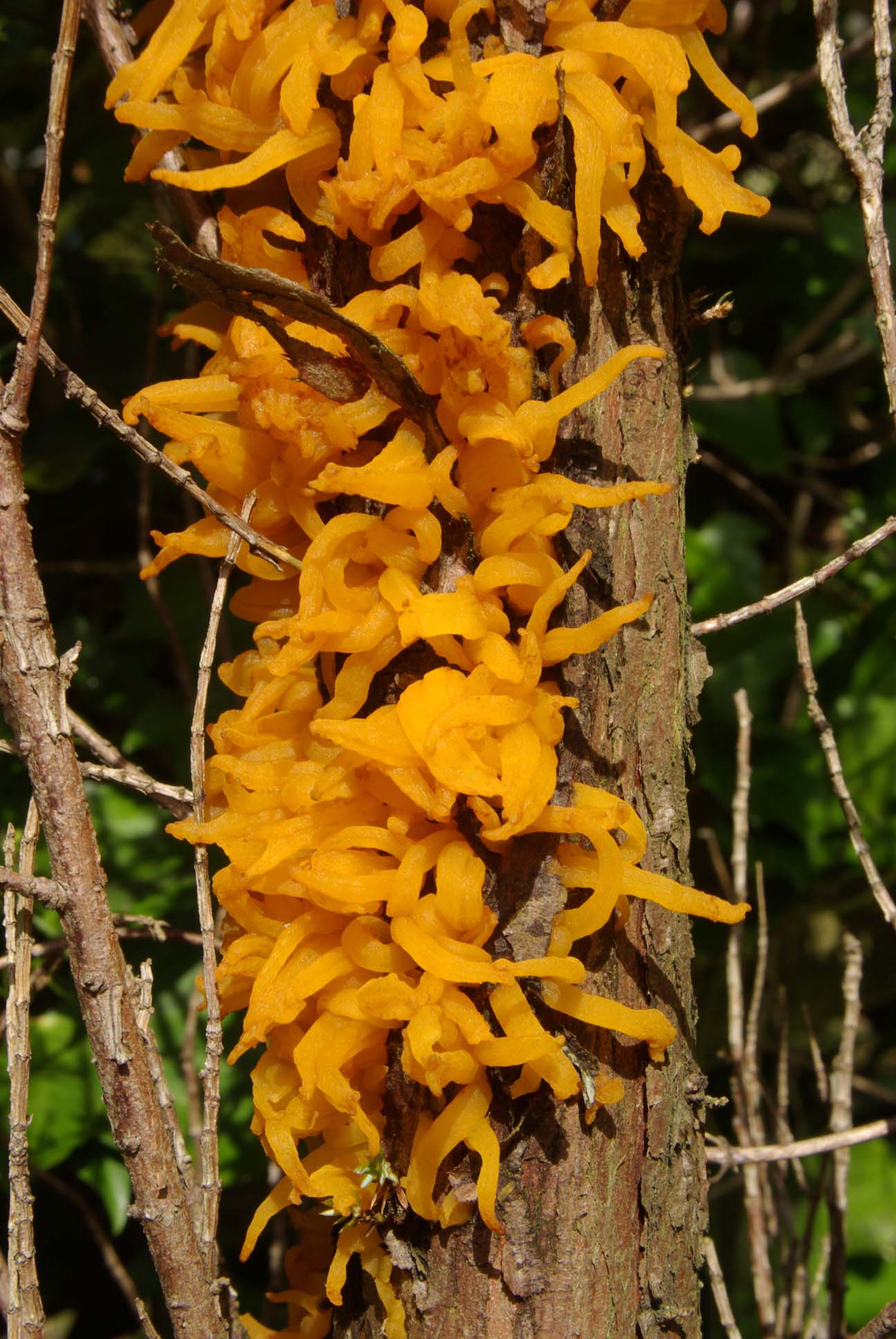
Nagoć goździeńcowata na jałowcu pospolitym - zbliżenie.

  - Gymnosporangium clavariiforme (nagoć goździeńcowata)
  - Gymnosporangium sabinae (nagoć rożkowata)
  - Gymnosporangium tremelloides (nagoć trzęsakowata)

#### Rząd:Platygloeales(płaskolepkowce)
- Rodzina: Eocronartiaceae
  - Eocronartium muscicola (goździolepek mchowy)
- Rodzina: Platygloeaceae
  - Platygloea disciformis (płaskolepek poduszeczkowaty)

#### Rząd:Helicobasidiales
- Rodzina: Helicobasidiaceae
  - Helicobasidium purpureum (skrętniczka purpurowa)

#### Rząd:Naohideales
- Rodzina: Incertae sedis
  - Naohidea sebacea (płaskolepek międzyrzecki)

#### Rząd:Cystobasidiales
- Rodzina: Cystobasidiaceae
  - Cystobasidium fimetarium (płaskolepek koprofilny)

#### Rząd:Heterogastridiales
- Rodzina: Heterogastridiaceae
  - Colacogloea peniophorae (płaskolepek pasożytniczy)

#### Rząd:Septobasidiales(czerwcogrzybowce)
- Rodzina: Septobasidiaceae (czerwcogrzybowate)
  - Septobasidium carestianum (czerwcogrzyb wierzbowy)
  - Septobasidium fuscoviolaceum (czerwcogrzyb podlaski)

#### Rząd:Atractiellales(lepkogłówkowce)
- Rodzina: Phleogenaceae (suchogłówkowate)
  - Phleogena faginea (suchogłówka korowa)

#### Rząd:Ustilaginales(grzyby głowniowe)
- Rodzina: Ustilaginaceae (głowniowate)
  - Ustilago maydis (głownia kukurydzy)

#### Rząd:Exobasidiales(płaskoszowce)
- Rodzina: Exobasidiaceae (płaskoszowate)
  - Exobasidium rhododendri (płaskosz różanecznikowy)
  - Exobasidium vaccinii (płaskosz borówki)

#### Rząd:Tremellales(trzęsakowce)
- Rodzina: Carcinomycetaceae

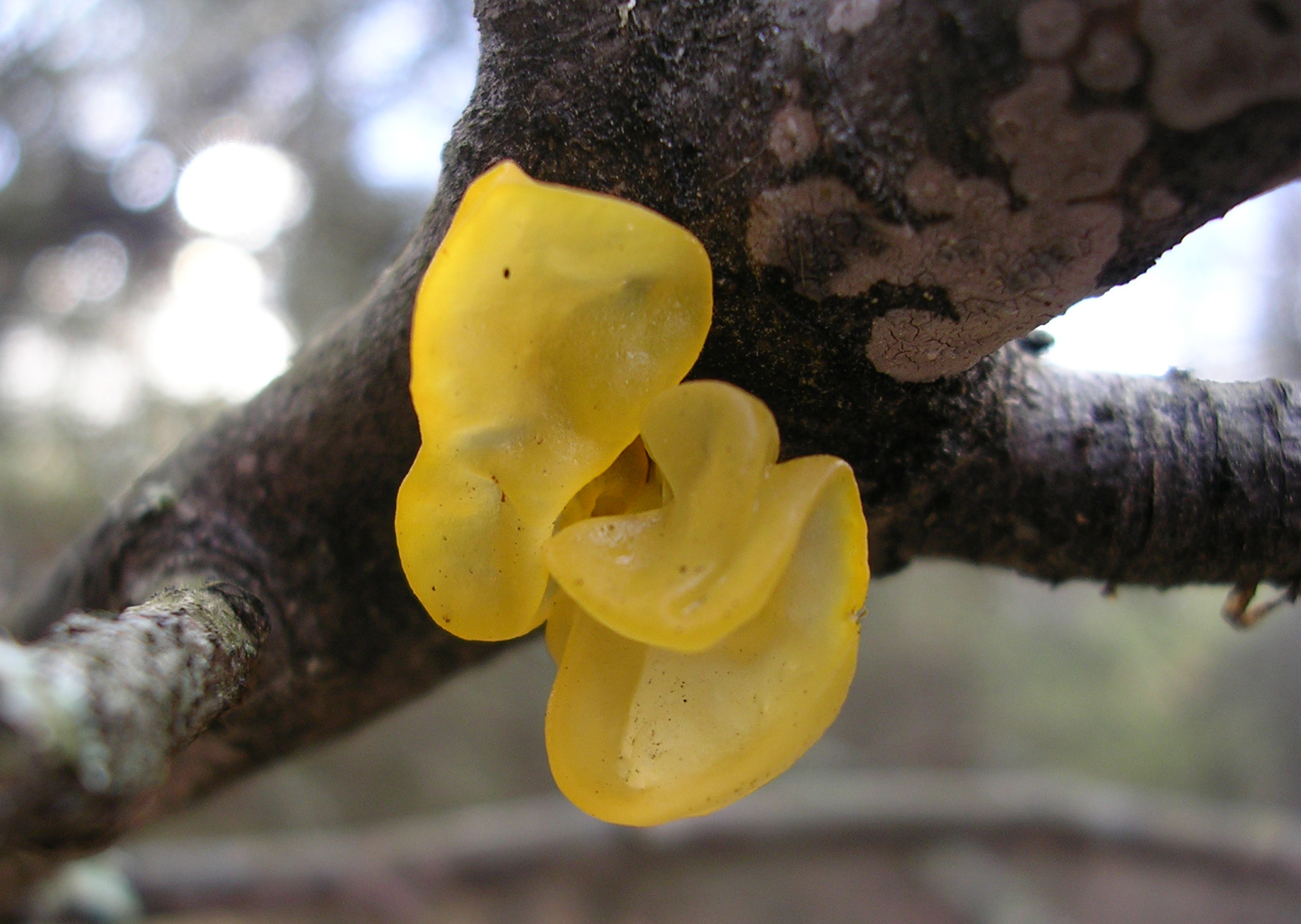
Trzęsak pomarańczowożółty Tremella mesenterica razem z żywicielską powłocznicą Peniophora

  - Syzygospora pallida (grzyboniszczka korownicowa)
- Rodzina: Tremellaceae (trzęsakowate)
  - Tremella encephala (trzęsak mózgowaty)
  - Tremella foliacea (trzęsak listkowaty)
  - Tremella mesenterica (trzęsak pomarańczowożółty)
  - Tremella mycophaga (trzęsak grzybojadek)
  - Tremella obscura (trzęsak łzawnikowy)
  - Tremella simplex (trzęsak dwuzarodnikowy)

#### Rząd:Dacrymycetales(łzawnikowce)

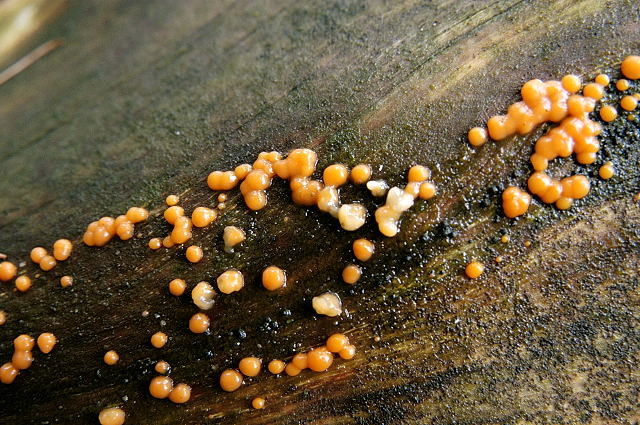
Łzawnik rozciekliwy

- Rodzina: Dacrymycetaceae (łzawnikowate)
  - Calocera cornea (pięknoróg szydłowaty)
  - Calocera furcata (pięknoróg dwuprzegrodowy)
  - Calocera viscosa (pięknoróg największy)
  - Dacrymyces chrysospermus (łzawnik złocistozarodnikowy)
  - Dacrymyces minor (łzawnik drobnoowocnikowy)
  - Dacrymyces ovisporus (łzawnik jajowatozarodnikowy)
  - Dacrymyces stillatus (łzawnik rozciekliwy)
  - Ditiola peziziformis (łzawniczka kustrzebkowata)
  - Ditiola radicata (łzawniczka korzeniasta)
  - Guepiniopsis buccina (kieliszkówka trąbkowata)

#### Rząd:Sebacinales
- Rodzina: Sebacinaceae (łojówkowate)
  - Sebacina epigaea (łojek naziemny)
  - Sebacina grisea (łojówka szarawa)
  - Sebacina incrustans (łojek bezkształtny)

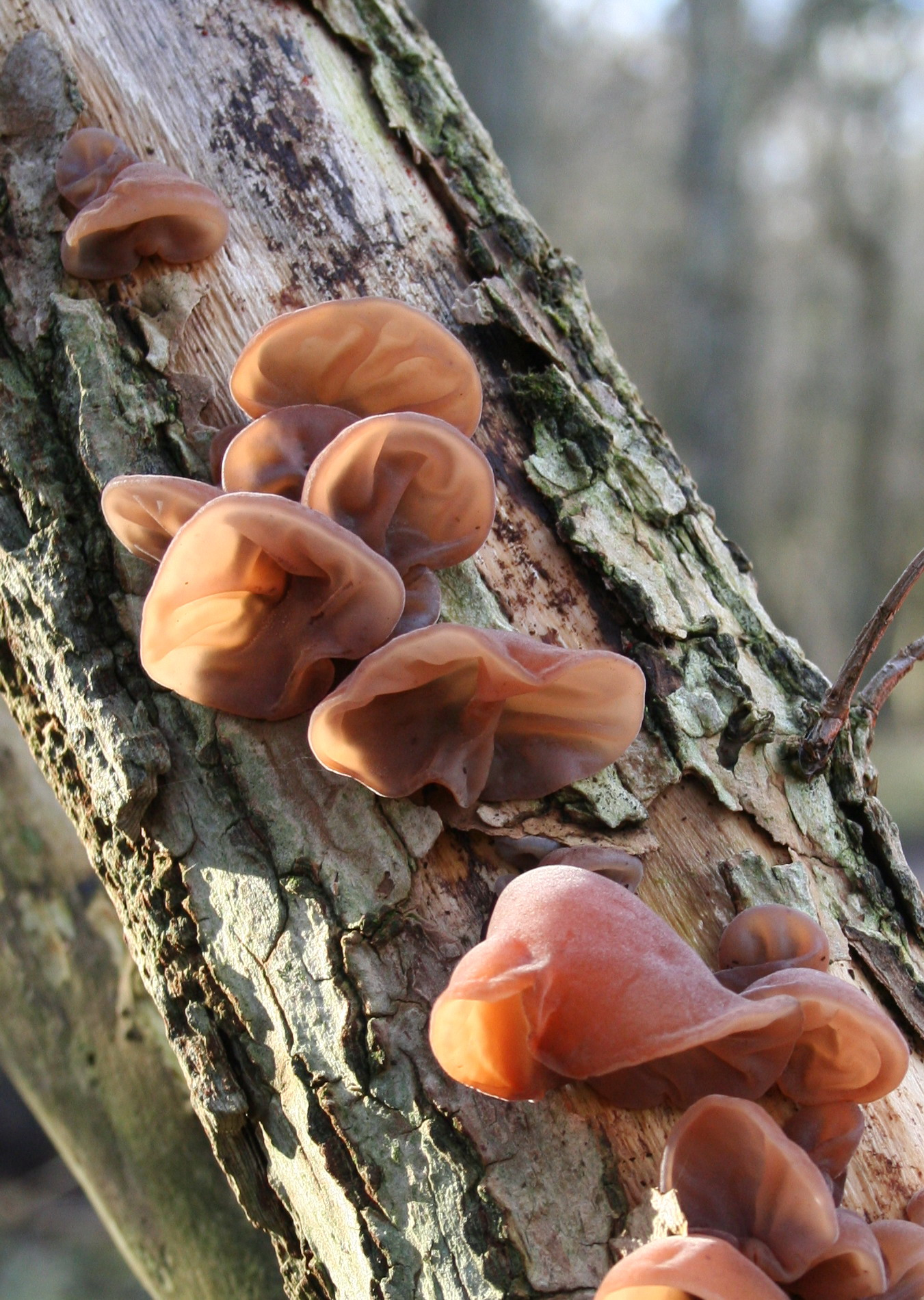
Uszak bzowy

#### Rząd:Auriculariales(uszakowce)
- Rodzina: Auriculariaceae (uszakowate)
  - Auricularia auricula-judae (uszak bzowy)
  - Auricularia mesenterica (uszak skórnikowaty)
  - Exidia cartilaginea (kisielnica dwubarwna)
  - Exidia glandulosa, syn. Exidia truncata (kisielnica trzoneczkowa)
  - Exidia nigricans (kisielnica kędzierzawa)
  - Exidia pithya (kisielnica smołowata)
  - Exidia recisa (kisielnica wierzbowa)
  - Exidia repanda (kisielnica krążkowata)
  - Exidia saccharina (kisielnica karmelowata)
  - Exidiopsis calcea (łojówka wapienna)
  - Exidiopsis effusa (łojówka różowawa)
- Rodzina: Exidiaceae (kisielnicowate)
  - Protodontia fascicularis (pierwoząb wiązkowy)
  - Protodontia piceicola (pierwoząb świerkowy)

- Rodzina: Incertae sedis

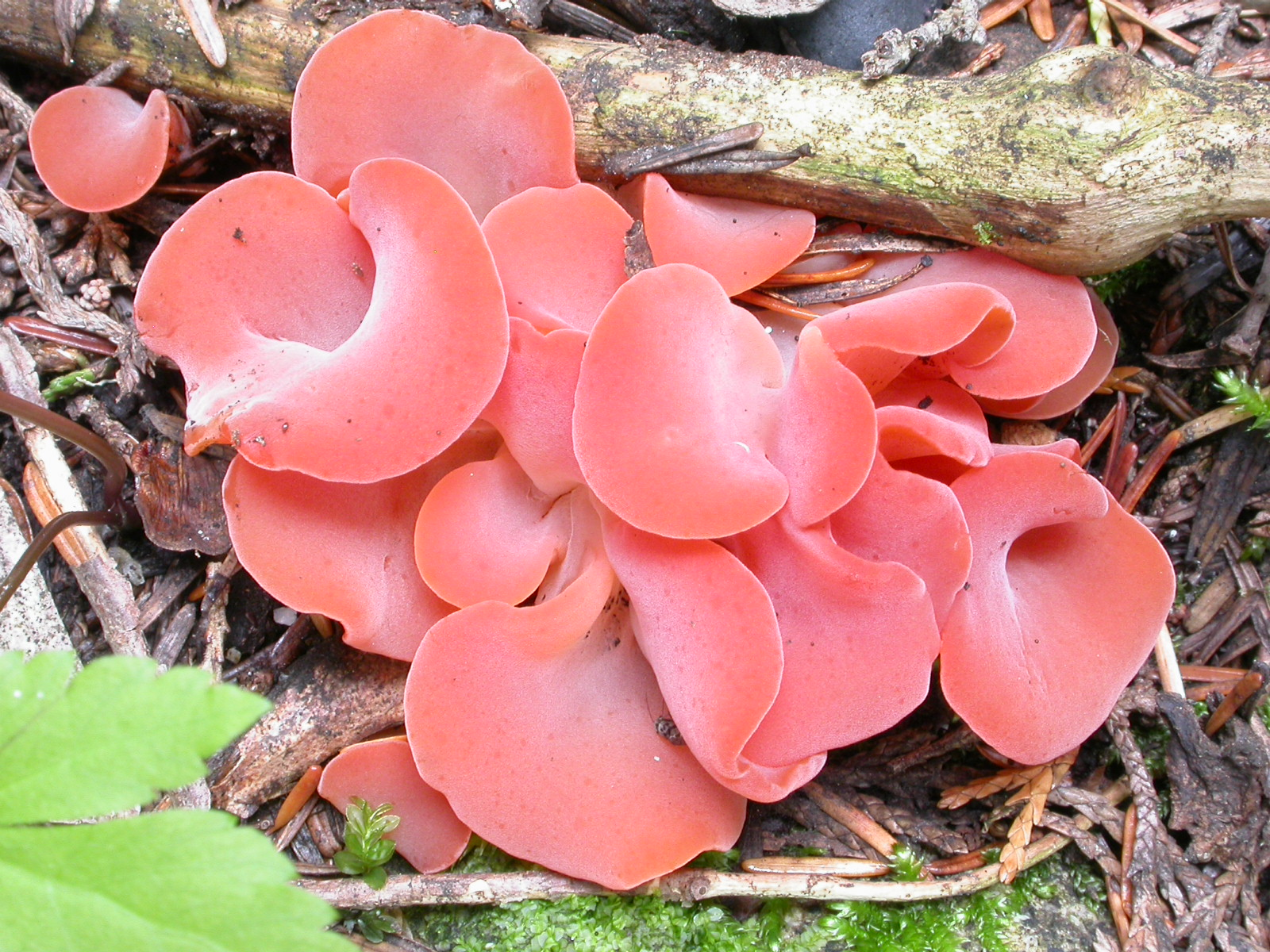
Płomykowiec galaretowaty

  - Basidiodendron caesiocinereum (podstawkodrzewek błękitnawy)
  - Guepinia helvelloides (płomyczka galaretowata) (Tremiscus helvelloides[12]) ○
  - Pseudohydnum gelatinosum (galaretek kolczasty)
  - Stypella subgelatinosa (pierwoząb krótkokolczasty)

#### Rząd:Cantharellales(pieprznikowce)
- Rodzina: Cantharellaceae (pieprznikowate)
  - Cantharellus cibarius (pieprznik jadalny)
  - Cantharellus cinereus (pieprznik szary)
  - Craterellus cornucopioides (lejkowiec dęty)
  - Craterellus tubaeformis (pieprznik trąbkowy)
  - Pseudocraterellus undulatus (lejkowniczek pełnotrzonowy)
- Rodzina: Clavulinaceae (goździeńczykowate)
  - Clavulina amethystina (goździeńczyk ametystowy)
  - Clavulina cinerea (goździeńczyk popielaty)
  - Clavulina coralloides (goździeńczyk grzebieniasty)
  - Clavulina rugosa (goździeńczyk pomarszczony)

- Rodzina: Hydnaceae (kolczakowate)

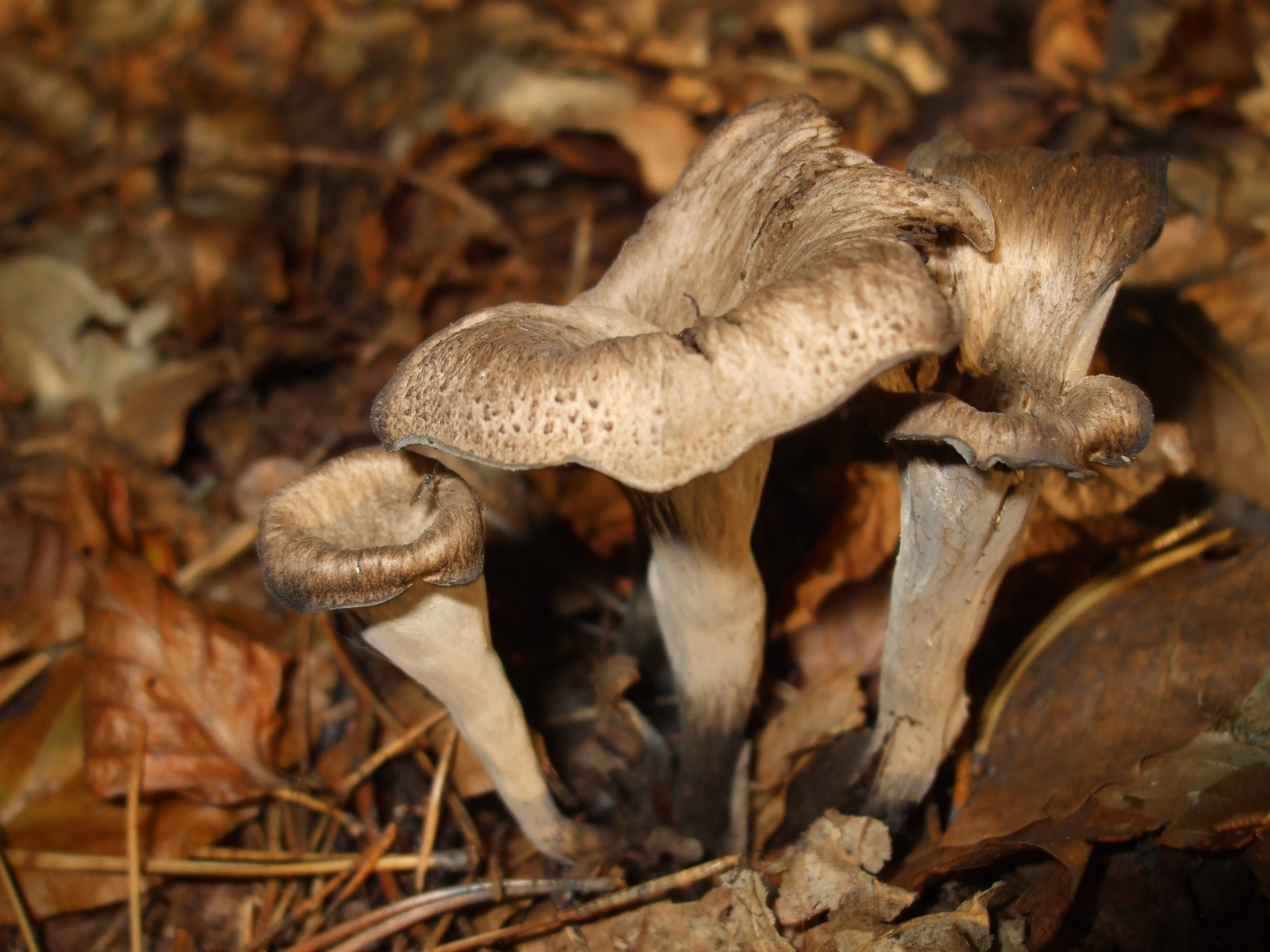
Lejkowiec dęty

  - Hydnum repandum (kolczak obłączasty)
  - Hydnum rufescens (kolczak rudawy)
- Rodzina: Tulasnellaceae (śluzowoszczkowate)
  - Tulasnella fuscoviolacea (śluzowoszczka brązowofioletowa)
  - Tulasnella violacea (śluzowoszczka międzyrzecka)

#### Rząd:Hymenochaetales(szczecinkowce)
- Rodzina: Hymenochaetaceae (szczecinkowcowate)
  - Coltricia cinnamomea (stułka cynamonowa)
  - Coltricia perennis (stułka piaskowa)
  - Fomitiporia hippophaëicola (guzoczyrka rokitnikowa)
  - Fomitiporia robusta (guzoczyrka dębowa)
  - Hymenochaete cinnamomea (szczeciniak cynamonowy)
  - Hymenochaete fuliginosa (szczeciniak sadzowaty)
  - Hymenochaete mougeotii (szczeciniak jodłowy)
  - Hymenochaete rubiginosa (szczeciniak rdzawy)
  - Inonotus hastifer (włóknouszek wielokształtny)
  - Inonotus hispidus (błyskoporek szczotkowaty)
  - Inonotus obliquus (błyskoporek podkorowy) ○
  - Onnia circinata (szczeciniak świerkowy)
  - Onnia tomentosa (szczeciniak filcowaty)
  - Onnia triquetra (szczeciniak sosnowy)
  - Phellinus chrysoloma (czyreń świerkowy)
  - Phellinus hartigii (czyreń jodłowy)
  - Phellinus igniarius (czyreń ogniowy)
  - Phellinus pomaceus (czyreń śliwowy)
  - Phellinus tremulae (czyreń osikowy)
  - Phylloporia ribis (czyrenica porzeczkowa)
  - Porodaedalea pini (czyrogmatwica sosnowa)
  - Pseudochaete corrugata (szczeciniak chropawy)
  - Pseudochaete tabacina (szczeciniak żółtobrzegi)
  - Pseudoinonotus dryadeus (bladoporek płaczący)
  - Xanthoporia nodulosa (błyskoporek guzkowaty)
  - Xanthoporia radiata (błyskoporek promienisty)
- Rodzina: Repetobasidiaceae
  - Cotylidia pannosa (czarkówka rozetkowa)
- Rodzina: Schizoporaceae (drewniczkowate)
  - Basidioradulum radula (nakorownik radełkowaty)
  - Hyphodontia abieticola (strzępkoząb jodłowy)
  - Hyphodontia arguta (strzępkoząb ostrokolczasty)
  - Hyphodontia quercina (strzępkoząb długokolcowy)
  - Hyphodontia radula (drewniczka tarełkowata)
  - Hyphodontia sambuci (strzępkoząb bzowy)
  - Schizopora carneolutea (drewniczka drobnopora)
  - Schizopora paradoxa (drewniczka różnopora)

#### Rząd:Trechisporales
- Rodzina: Hydnodontaceae
  - Brevicellicium olivascens (naloteczek oliwkowy)
  - Trechispora mollusca (szorstkozarodniczka dwupiramidalnokryształkowa)

#### Rząd:Polyporales(żagwiowce)
- Rodzina: Albatrellaceae (naziemkowate)
  - Albatrellus confluens (naziemek ceglasty)
  - Albatrellus cristatus (naziemek zielonawy)
  - Albatrellus ovinus (naziemek białawy)
  - Albatrellus subrubescens (naziemek czerwonawy)
  - Scutiger pes-caprae (naziemek kozionogi)

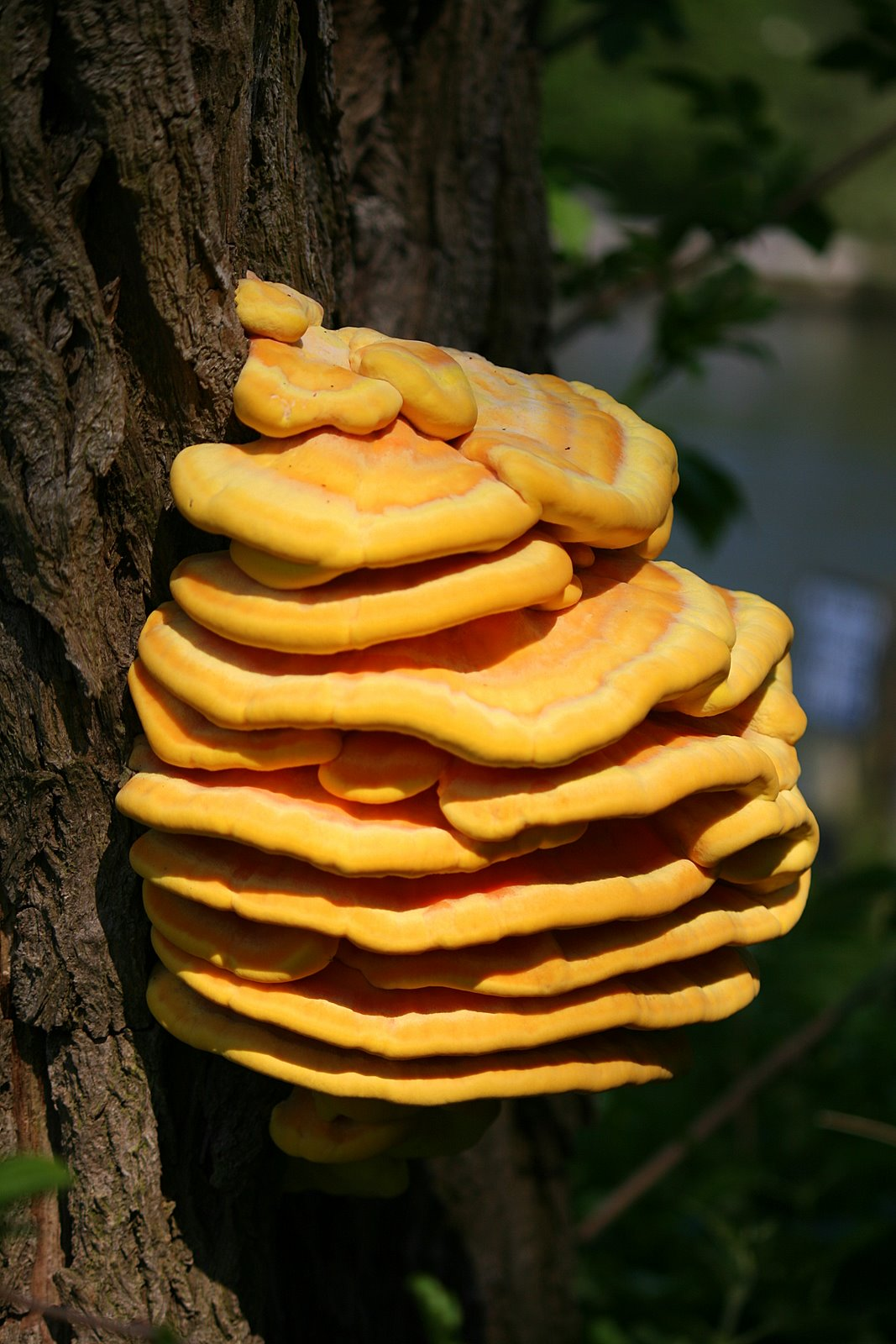
Żółciak siarkowy

- Rodzina: Fomitopsidaceae (pniarkowate)
  - Amylocystis lapponicus (późnoporka czerwieniejąca) ((amylek lapoński) A. lapponica[12]) ●
  - Antrodia albobrunnea (wonnoporka białobrązowa) (jamkówka białobrązowa[12]) ●
  - Antrodia ramentacea (jamkówka kurczliwa) ○
  - Neoantrodia serialis (jamkokora rzędowa)
  - Amyloporia sinuosa (jamkoporka pogięta)
  - Daedalea quercina (gmatwek dębowy)
  - Fibroporia vaillantii (jamkówka sznurowata)
  - Fomitopsis officinalis (pniarek lekarski) ●
  - Fomitopsis pinicola (pniarek obrzeżony)
  - Fomitopsis rosea (pniareczka różowa) ○
  - Ischnoderma benzoinum (smolucha świerkowa)
  - Ischnoderma resinosum (smolucha bukowa)
  - Laetiporus sulphureus (żółciak siarkowy)
  - Osteina obducta (żagiewnik kościsty)
  - Phaeolus schweinitzii (murszak rdzawy)
  - Piptoporus betulinus (pniarek brzozowy)
  - Piptoporus quercinus (porojęzyk dębowy) (Buglossoporus quercinus[12]) ●
  - Postia caesia (drobnoporek modry)
  - Postia stiptica (drobnoporek gorzki)
  - Postia subcaesia (białak bladoniebieskawy)
  - Pycnoporellus alboluteus (pomarańczowiec bladożółty) (pomarańczowiec bladożółty[12]) ●
  - Pycnoporellus fulgens (pomarańczowiec błyszczący)

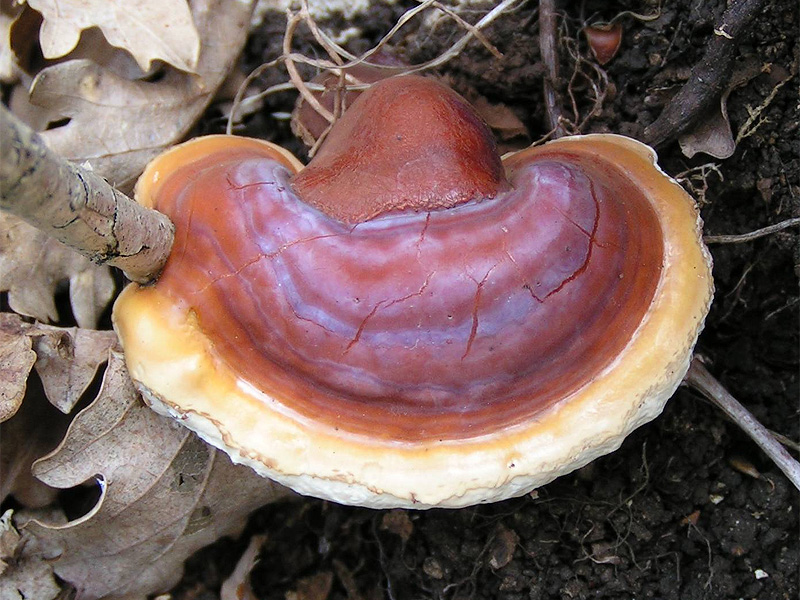
Lakownica żółtawa

- Rodzina: Ganodermataceae (lakownicowate)
  - Ganoderma adspersum (lakownica europejska)
  - Ganoderma applanatum (lakownica spłaszczona)
  - Ganoderma carnosum (lakownica brązowoczarna)
  - Ganoderma lucidum (lakownica żółtawa) ○
  - Ganoderma pfeifferi (lakownica czerwonawa)
  - Ganoderma resinaceum (lakownica jasnomiąższowa)
- Rodzina: Meripilaceae (flagowcowate)
  - Grifola frondosa (żagwica listkowata) ○
  - Meripilus giganteus (wachlarzowiec olbrzymi)
  - Physisporinus vitreus (zmiennoporek szklisty)
  - Rigidoporus sanguinolentus (podstawnica krwawa)
- Rodzina: Meruliaceae (strocznikowate)
  - Bjerkandera adusta (szaroporka podpalana)
  - Hyphoderma setigerum (strzępkoskórka szczeciniasta)
  - Hypochnicium bombycinum (nalotnica jedwabnikowata)
  - Hypochnicium geogenium (nalotnica naziemna)
  - Merulius tremellosus (żylak trzęsakowaty)
  - Phlebia radiata (żylak promienisty)
  - Sarcodontia setosa (kolcówka jabłoniowa)
  - Steccherinum fimbriatum (ząbkowiec strzępiasty)
  - Steccherinum ochraceum (ząbkowiec ochrowy)
- Rodzina: Phanerochaetaceae (korownicowate)
  - Byssomerulius corium (włókniczek skórkowaty)
  - Phanerochaete sanguinea (korownica krwawa)
  - Phanerochaete sordida (korownica kremowa)
  - Phlebiopsis gigantea (żylica olbrzymia)

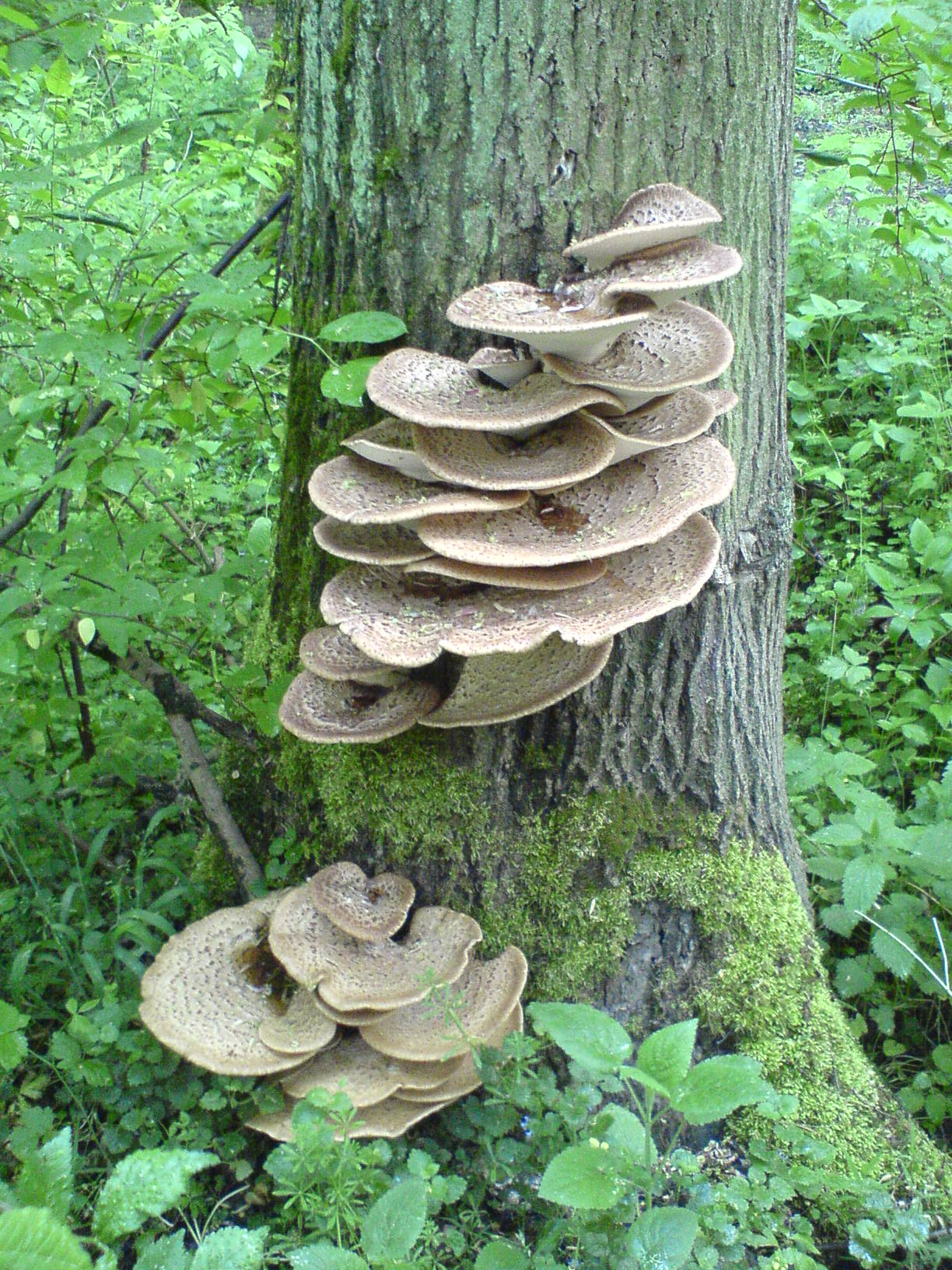
Żagiew łuskowata

- Rodzina: Polyporaceae (żagwiowate)
  - Aurantiporus fissilis (złotoporek niemiły)
  - Coriolopsis gallica (włochatka ciemna)
  - Daedaleopsis confragosa (gmatwica chropowata)
  - Fomes fomentarius (hubiak pospolity)
  - Hapalopilus croceus (miękusz szafranowy) ●
  - Hapalopilus rutilans (miękusz rabarbarowy)
  - Lentinus tigrinus (twardziak tygrysi)
  - Lenzites betulina (blaszkowiec drobnozarodnikowy)
  - Neolentinus adhaerens (twardoskórzak lepki)
  - Neolentinus lepideus (twardoskórzak łuskowaty)
  - Podofomes trogii (smolucha pomarszczona)
  - Polyporus arcularius (twardziak włosistobrzegi)
  - Polyporus brumalis (twardziak zimowy)
  - Polyporus ciliatus (twardziak orzęsiony)
  - Polyporus lepideus (żagiew wiosenna)
  - Polyporus rhizophilus (czarnostopka korzonkowa) ●
  - Polyporus squamosus (żagwiak łuskowaty)
  - Polyporus tuberaster (żagiew guzowata)
  - Polyporus umbellatus (żagiew wielogłowa) ○
  - Pycnoporus cinnabarinus (gęstoporek cynobrowy)
  - Skeletocutis odora (szkieletnica wonna) ●
  - Trametes gibbosa (wrośniak garbaty)
  - Trametes hirsuta (wrośniak szorstki)
  - Trametes ochracea (wrośniak strefowany)
  - Trametes pubescens (wrośniak miękkowłosy)
  - Trametes suaveolens (wrośniak anyżkowy)
  - Trametes trogii (włochatka jasna)
  - Trametes versicolor (wrośniak różnobarwny)
  - Trichaptum abietinum (niszczyk iglastodrzewny)
  - Trichaptum biforme (niszczyk liściastodrzewny)
  - Trichaptum fuscoviolaceum (niszczyk ząbkowaty)
- Rodzina: Sparassidaceae (siedzuniowate)
  - Sparassis brevipes (siedzuń dębowy) (szmaciak krótkotrzonowy[12]) ○
  - Sparassis crispa (siedzuń sosnowy, szmaciak gałęzisty)
- Rodzina: Xenasmataceae (woskóweczkowate)
  - Xenasmatella vaga (grzebieniatka siarkowa)

#### Rząd:Thelephorales(chropiatkowce)

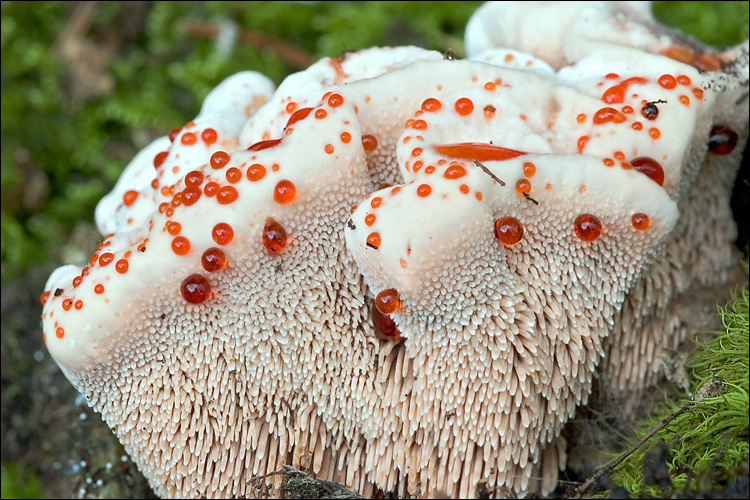
Kolczakówka kasztanowata

- Rodzina: Bankeraceae (kolcownicowate)
  - Bankera fuligineoalba (kolcownica sosnowa)
  - Bankera violascens (kolcownica świerkowa)
  - Boletopsis grisea (szaraczek łuseczkowaty) (szaraczek sosnowy[12]) ●
  - Boletopsis leucomelaena (szaraczek łuseczkowaty)
  - Hydnellum aurantiacum (kolczakówka pomarańczowa) ●
  - Hydnellum caeruleum (kolczakówka niebieskawa) ●
  - Hydnellum compactum (kolczakówka żółtobrązowa) ●
  - Hydnellum concrescens (kolczakówka strefowana) ●
  - Hydnellum ferrugineum (kolczakówka kasztanowata) ●
  - Hydnellum geogenium (kolczakówka zielonożółta) ●
  - Hydnellum peckii (kolczakówka piekąca) ●
  - Hydnellum scrobiculatum (kolczakówka dołkowana) ●
  - Hydnellum suaveolens (kolczakówka wonna) ●
  - Phellodon confluens (korkoząb pozrastany)
  - Phellodon melaleucus (korkoząb ciemny)
  - Phellodon niger (korkoząb czarniawy)
  - Phellodon tomentosus (korkoząb kieliszkowaty)
  - Sarcodon fuligineoviolaceus (sarniak piekący)
  - Sarcodon glaucopus (kolczakówka sinostopa) ●
  - Sarcodon imbricatus (sarniak świerkowy)
  - Sarcodon joeides (kolczakówka fiołkowa) (sarniak *[12]) ●
  - Sarcodon scabrosus (kolczakówka szorstka) ●
  - Sarcodon underwoodii (kolczakówka białobeżowa) ●

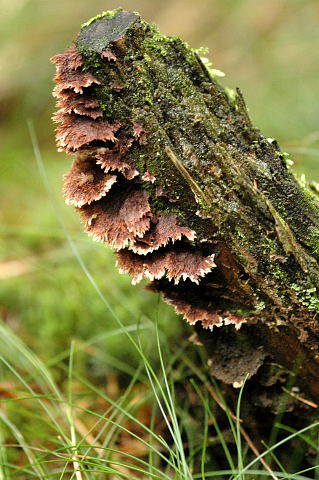
Chropiatka pospolita

- Rodzina: Thelephoraceae (chropiatkowate)
  - Thelephora anthocephala (chropiatka kwiatowata)
  - Thelephora caryophyllea (chropiatka lejkowata)
  - Thelephora palmata (chropiatka cuchnąca)
  - Thelephora terrestris (chropiatka pospolita)
  - Tomentella ferruginea (kutnerka rdzawa)

#### Rząd:Russulales(gołąbkowce)
- Rodzina: Amylostereaceae
  - Amylostereum areolatum (skórniczek świerkowy)
  - Amylostereum chailletii (skórniczek jodłowy)
- Rodzina: Auriscalpiaceae (szyszkogłówkowate)
  - Artomyces pyxidatus (świecznik rozgałęziony)
  - Auriscalpium vulgare (szyszkolubka kolczasta)
  - Lentinellus castoreus (twardówka kasztanowata)
  - Lentinellus cochleatus (twardówka anyżkowa)
  - Lentinellus ursinus (twardówka filcowata)
- Rodzina: Bondarzewiaceae (jodłownicowate)
  - Bondarzewia mesenterica (jodłownica górska) ○
  - Heterobasidion annosum (korzeniowiec sosnowy)
- Rodzina: Hericiaceae (soplówkowate)
  - Dentipellis fragilis (ząbczak kruchy)
  - Hericium alpestre (soplówka jodłowa) (H. flagellum[12]) ○
  - Hericium cirrhatum (kolczatek strzępiasty)
  - Hericium clathroides (soplówka gałęzista)
  - Hericium coralloides (soplówka bukowa) ○
  - Hericium erinaceus (soplówka jeżowata) (H. erinaceum[12]) ●

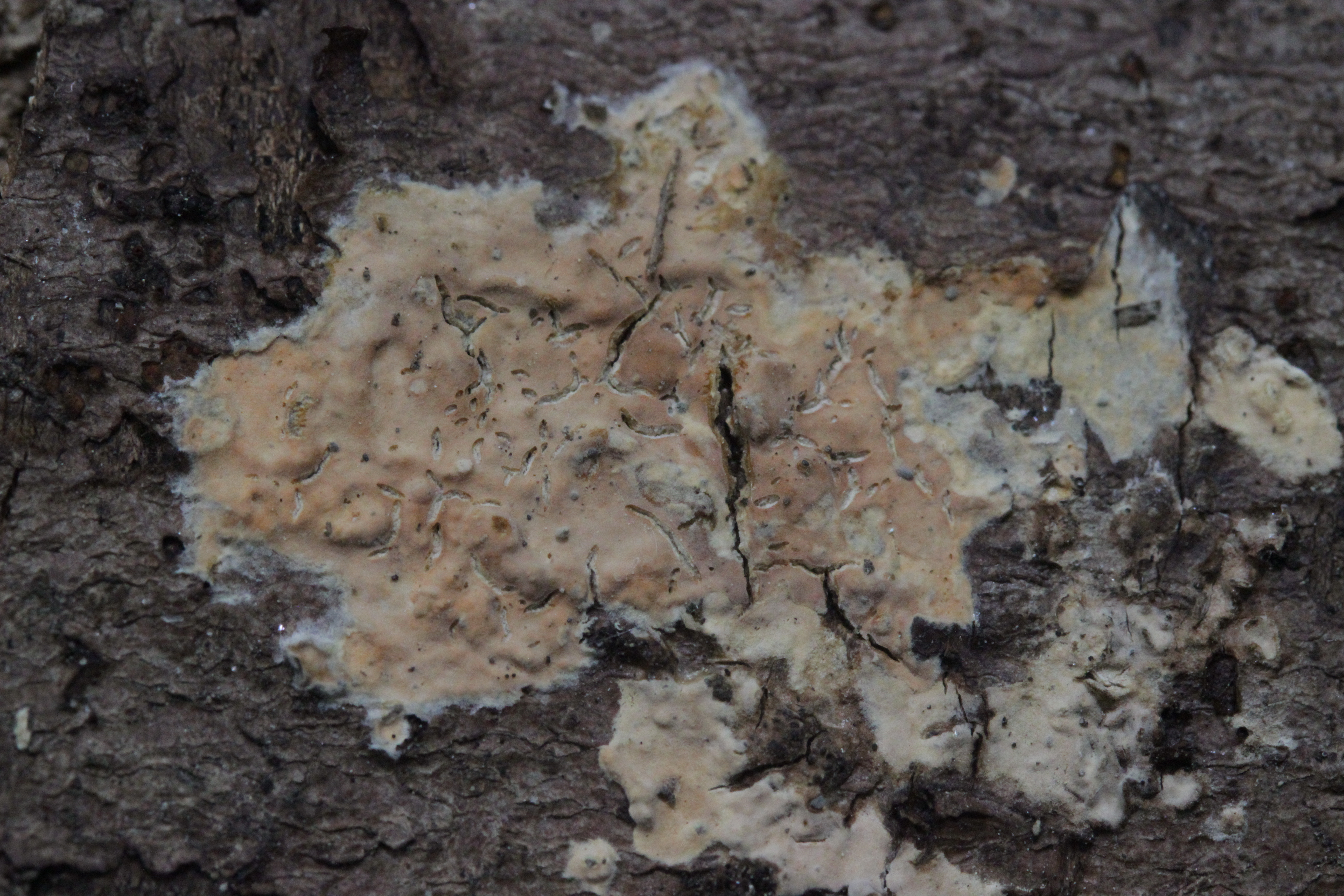
Powłocznica cielista

- Rodzina: Peniophoraceae (powłocznicowate)
  - Peniophora aurantiaca (powłocznica bieszczadzka)
  - Peniophora cinerea (powłocznica popielata)
  - Peniophora erikssonii (powłocznica olchowa)
  - Peniophora incarnata (powłocznica cielista)
  - Peniophora laeta (powłocznica grabowa)
  - Peniophora limitata (powłocznica jesionowa)
  - Peniophora piceae (powłocznica jodłowa)
  - Peniophora pini (powłocznica sosnowa)
  - Peniophora polygonia (powłocznica osikowa)
  - Peniophora quercina (powłocznica dębowa)
  - Peniophora rufomarginata (powłocznica lipowa)
  - Peniophora violaceolivida (powłocznica wierzbowa)

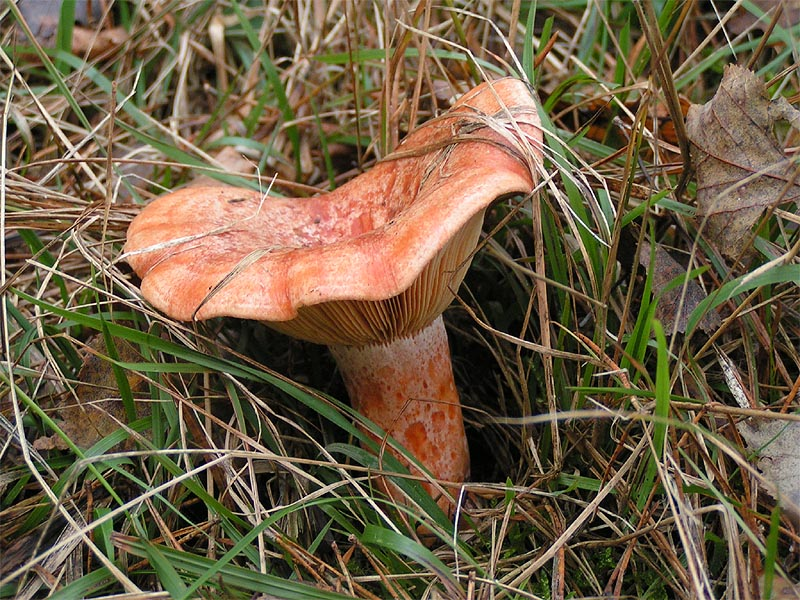
Mleczaj rydz

- Rodzina: Russulaceae (gołąbkowate)
  - Lactarius acerrimus (mleczaj najostrzejszy)
  - Lactarius acris (mleczaj ostry)
  - Lactarius albocarneus (mleczaj lśniący)
  - Lactarius aspideus (mleczaj żółtawy)
  - Lactarius aurantiacus (mleczaj pomarańczowy)
  - Lactarius azonites (mleczaj bezstrefowy)
  - Lactarius blennius (mleczaj śluzowaty)
  - Lactarius camphoratus (mleczaj kamforowy)
  - Lactarius chrysorrheus (mleczaj złocisty)
  - Lactarius deliciosus (mleczaj rydz)
  - Lactarius deterrimus (mleczaj świerkowy)
  - Lactarius fluens (mleczaj śliski)
  - Lactarius fuliginosus (mleczaj jelonek)
  - Lactarius helvus (mleczaj płowy)
  - Lactarius lignyotus (mleczaj przydymiony)
  - Lactarius lilacinus (mleczaj liliowy)
  - Lactarius pallidus (mleczaj bladawy)
  - Lactarius picinus (mleczaj ciemny)
  - Lactarius porninsis (mleczaj modrzewiowy)
  - Lactarius pterosporus (mleczaj pomarszczony)
  - Lactarius quietus (mleczaj dębowy)
  - Lactarius repraesentaneus (mleczaj żółtofioletowy) ○
  - Lactarius resimus (mleczaj okazały)
  - Lactarius rufus (mleczaj rudy)
  - Lactarius salmonicolor (mleczaj jodłowy)
  - Lactarius sanguifluus (mleczaj czerwieniejący)
  - Lactarius scrobiculatus (mleczaj dołkowany)
  - Lactarius semisanguifluus (mleczaj zmienny)
  - Lactarius subdulcis (mleczaj bukowy)
  - Lactarius theiogalus (mleczaj siarkowy)
  - Lactarius torminosus (mleczaj wełnianka)
  - Lactarius necator (mleczaj paskudnik)
  - Lactarius uvidus (mleczaj lepki)
  - Lactarius violascens (mleczaj fiołkowy)
  - Lactarius zonarioides (mleczaj strefowany) ○
  - Lactifluus bertillonii (mleczajowiec piekący)
  - Lactifluus fulvissimus (mleczajowiec smaczny)
  - Lactifluus piperatus (mleczajowiec biel)
  - Lactifluus vellereus (mleczajowiec chrząstka)
  - Lactifluus volemus (mleczajowiec smaczny)
  - Russula acrifolia (gołąbek ostroblaszkowy)Gołąbek czerwonofioletowy

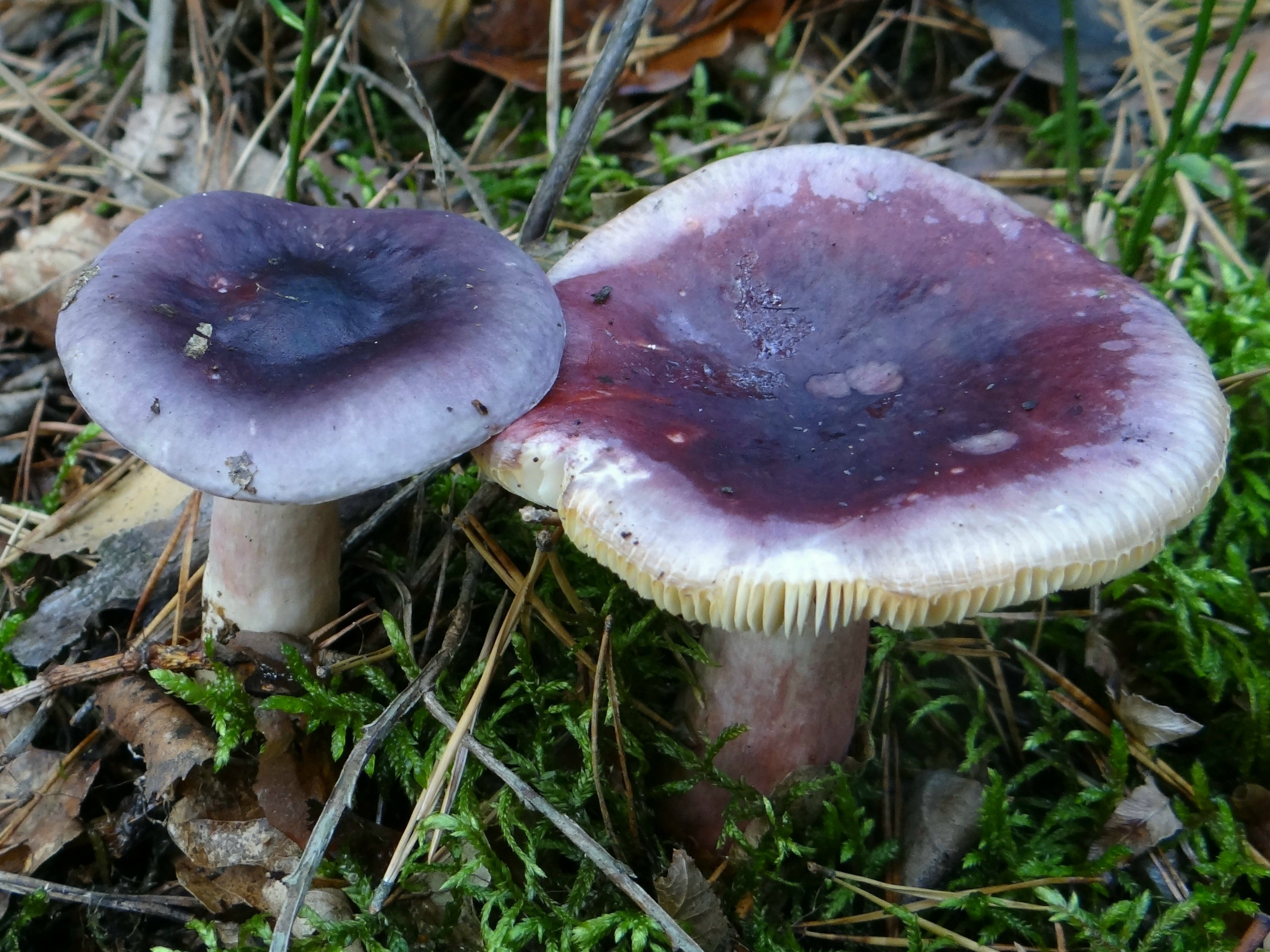
Gołąbek czerwonofioletowy

  - Russula adusta (gołąbek podpalany)
  - Russula aeruginea (gołąbek białozielonawy)
  - Russula albonigra (gołąbek białoczarny)
  - Russula alutacea (gołąbek cukrówka)
  - Russula aurea (gołąbek złotawy)
  - Russula azurea (gołąbek lazurowy)
  - Russula claroflava (gołąbek jasnożółty)
  - Russula cuprea (gołąbek miedziany)
  - Russula cyanoxantha (gołąbek zielonawofioletowy)
  - Russula decolorans (gołąbek płowiejący)
  - Russula delica (gołąbek smaczny)
  - Russula densifolia (gołąbek gęstoblaszkowy)
  - Russula emetica (gołąbek wymiotny)
  - Russula fellea (gołąbek żółciowy)
  - Russula foetens (gołąbek śmierdzący)
  - Russula fragilis (gołąbek kruchy)
  - Russula grata (gołąbek gorzkomigdałowy)
  - Russula heterophylla (gołąbek oliwkowozielony)
  - Russula integra (gołąbek słodkawy)
  - Russula mustelina (gołąbek kunowy)
  - Russula nigricans (gołąbek czarniawy)
  - Russula ochroleuca (gołąbek brudnożółty)
  - Russula olivacea (gołąbek oliwkowy)
  - Russula paludosa (gołąbek błotny)
  - Russula queletii (gołąbek agrestowy)
  - Russula risigallina (gołąbek zmiennobarwny)
  - Russula rosea (gołąbek śliczny)
  - Russula roseipes (gołąbek różowotrzonowy)
  - Russula sardonia (gołąbek czerwonofioletowy)
  - Russula vesca (gołąbek wyborny)
  - Russula vinosa (gołąbek winnoczerwony)
  - Russula vinosopurpurea (gołąbek winnopurpurowy)
  - Russula violacea (gołąbek fioletowy)
  - Russula virescens (gołąbek zielonawy)
  - Russula xerampelina (gołąbek śledziowy)
- Rodzina: Stereaceae (skórnikowate)
  - Aleurocystidiellum subcruentatum (tarczóweczka wielkozarodnikowa) ○
  - Aleurodiscus amorphus (tarczówka bezkształtna)
  - Aleurodiscus disciformis (tarczówka krążkowata)
  - Stereum gausapatum (skórnik dębowy)
  - Stereum hirsutum (skórnik szorstki)
  - Stereum rugosum (skórnik pomarszczony)
  - Stereum sanguinolentum (skórnik krwawiący)
  - Stereum subtomentosum (skórnik aksamitny)
  - Xylobolus frustulatus (drewnowiec popękany)

#### Rząd:Boletales(borowikowce)

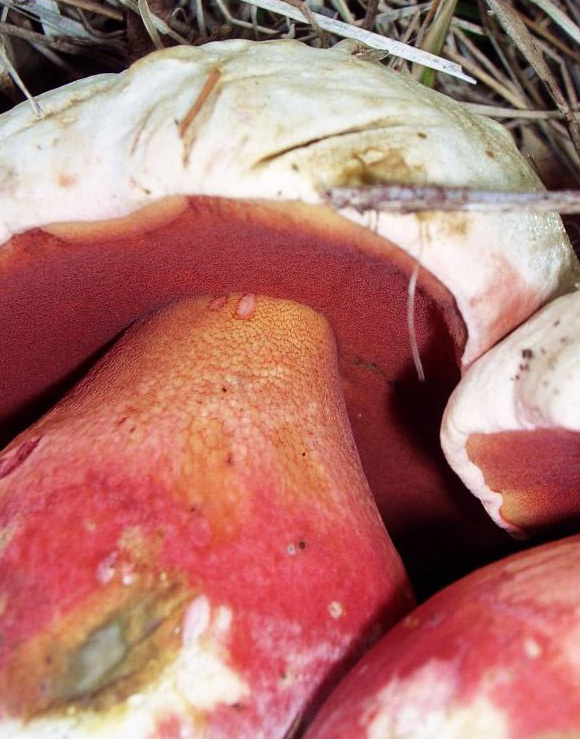
Krwistoborowik szatański

- Rodzina: Boletaceae (borowikowate)
  - Boletus aereus (borowik ciemnobrązowy)
  - Boletus edulis (borowik szlachetny)
  - Boletus piceinus (koźlarz świerkowy)
  - Boletus pinophilus (borowik sosnowy)
  - Boletus reticulatus (borowik usiatkowany)
  - Boletus subtomentosus (podgrzybek zajączek)
  - Buchwaldoboletus lignicola (złociec czerwonawy)
  - Butyriboletus appendiculatus, syn. Boletus appendiculatus (masłoborowik żółtobrązowy)
(podgat. królewski Boletus a. ssp. regius: ●)
  - Butyriboletus regius, syn. Boletus regius (masłoborowik królewski)
  - Caloboletus calopus, syn. Boletus calopus (gorzkoborowik żółtopory)
  - Caloboletus radicans, syn. Boletus radicans (gorzkoborowik korzeniasty) ●
  - Chalciporus piperatus (maślaczek pieprzowy)
  - Cyanoboletus pulverulentus, syn. Boletus pulverulentus (sinoborowik klinowotrzonowy)
  - Hemileccinum impolitum, syn. Boletus impolitus (wonnoborowik kruchy)
  - Imleria badia, syn. Boletus badius (podgrzyb brunatny)
  - Leccinellum crocipodium (koźlarek bruzdkowany)Koźlarz czerwony

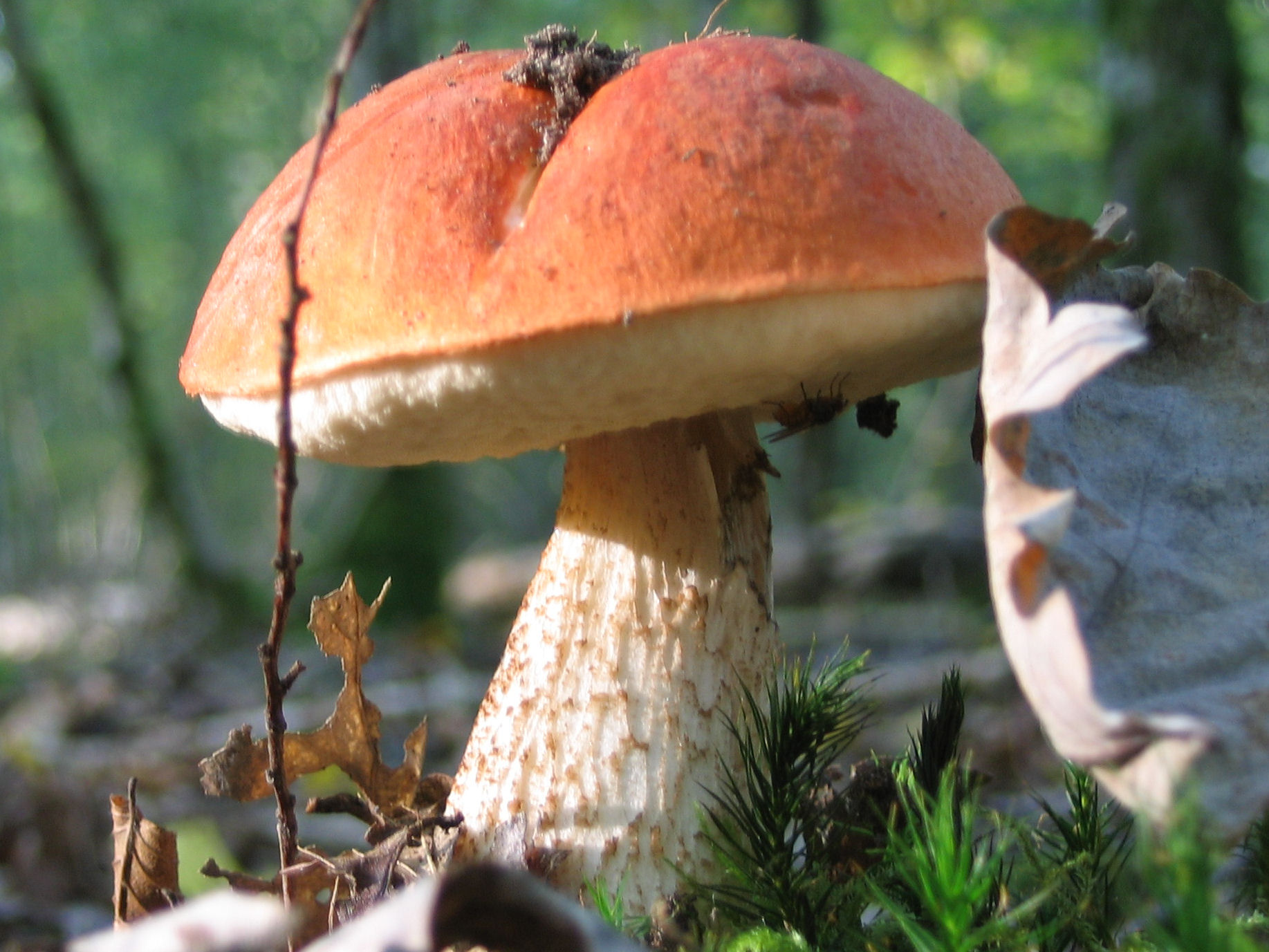
Koźlarz czerwony

  - Leccinum aurantiacum (koźlarz czerwony)
  - Leccinum duriusculum (koźlarz topolowy)
  - Leccinellum pseudoscabrum (koźlarek grabowy)
  - Leccinum scabrum (koźlarz babka)
  - Leccinum versipelle (koźlarz pomarańczowożółty)
  - Leccinum vulpinum (koźlarz sosnowy)
  - Neoboletus luridiformis, syn. Boletus luridiformis (krasnoborowik ceglastopory)
  - Phylloporus pelletieri (poroblaszek żółtoczerwony) ○
  - Pseudoboletus parasiticus (borowikowiec tęgoskórowy, borowik (podgrzybek) pasożytniczy) (podgrzybek tęgoskórowy Xerocomus parasiticus[12]) ○Szyszkowiec łuskowaty

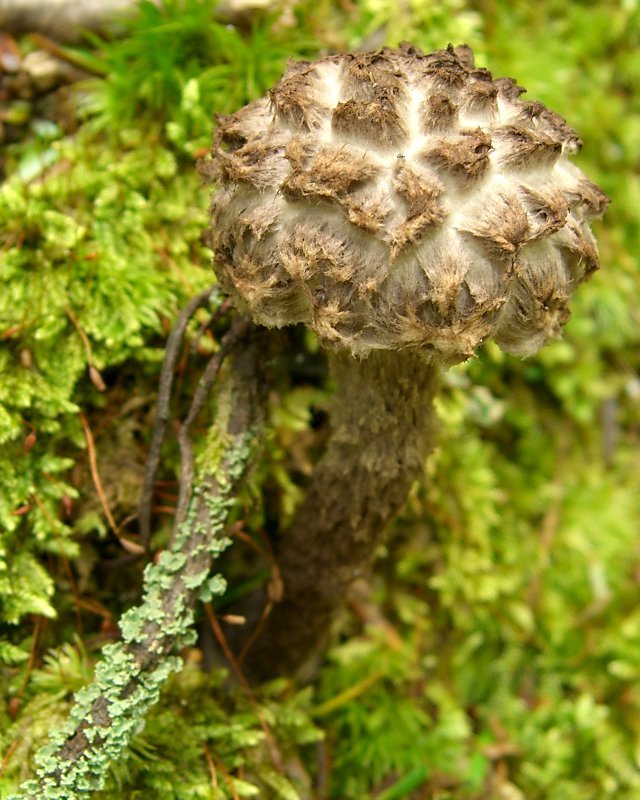
Szyszkowiec łuskowaty

  - Rubroboletus rhodoxanthus, syn. Boletus rhodoxanthus (krwistoborowik purpurowy)
  - Rubroboletus satanas, syn. Boletus satanas (krwistoborowik szatański) ●
  - Strobilomyces strobilaceus (szyszkowiec łuskowaty) ○
  - Suillellus luridus, syn. Boletus luridus (modroborowik ponury)
  - Tylopilus felleus (goryczak żółciowy)
  - Tylopilus porphyrosporus (grzybiec purpurowozarodnikowy)
  - Xerocomellus armeniacus (pięknogrzybek brzoskwiniowy)
  - Xerocomellus chrysenteron (suchogrzybek złotopory)
  - Xerocomellus rubellus (parkogrzybek czerwonawy)

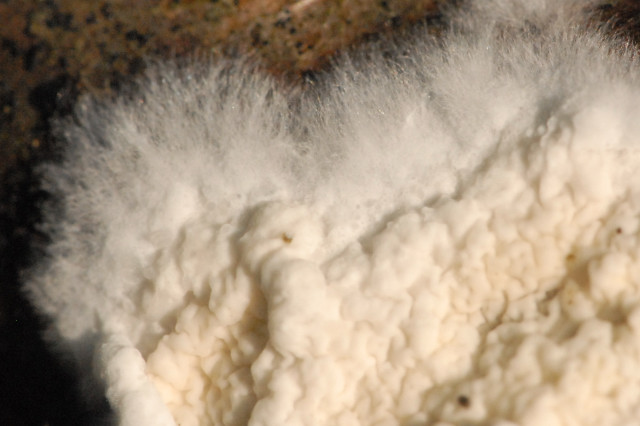
Gnilica mózgowata

- Rodzina: Coniophoraceae (gnilicowate)
  - Coniophora arida (gnilica cienka)
  - Coniophora olivacea (gnilica oliwkowa)
  - Coniophora puteana (gnilica mózgowata)
- Rodzina: Diplocystidiaceae
  - Astraeus hygrometricus (promieniak wilgociomierz) ●
- Rodzina: Gomphidiaceae (klejówkowate)
  - Chroogomphus helveticus (klejek alpejski)
  - Chroogomphus rutilus (klejek czerwonawy)
  - Gomphidius glutinosus (klejówka świerkowa)
  - Gomphidius maculatus (klejówka plamista)
  - Gomphidius roseus (klejówka różowa)
- Rodzina: Gyroporaceae (piaskowcowate)
  - Gyroporus castaneus (piaskowiec kasztanowaty)
  - Gyroporus cyanescens (piaskowiec modrzak)
- Rodzina: Hygrophoropsidaceae (lisówkowate)
  - Hygrophoropsis aurantiaca (lisówka pomarańczowa)

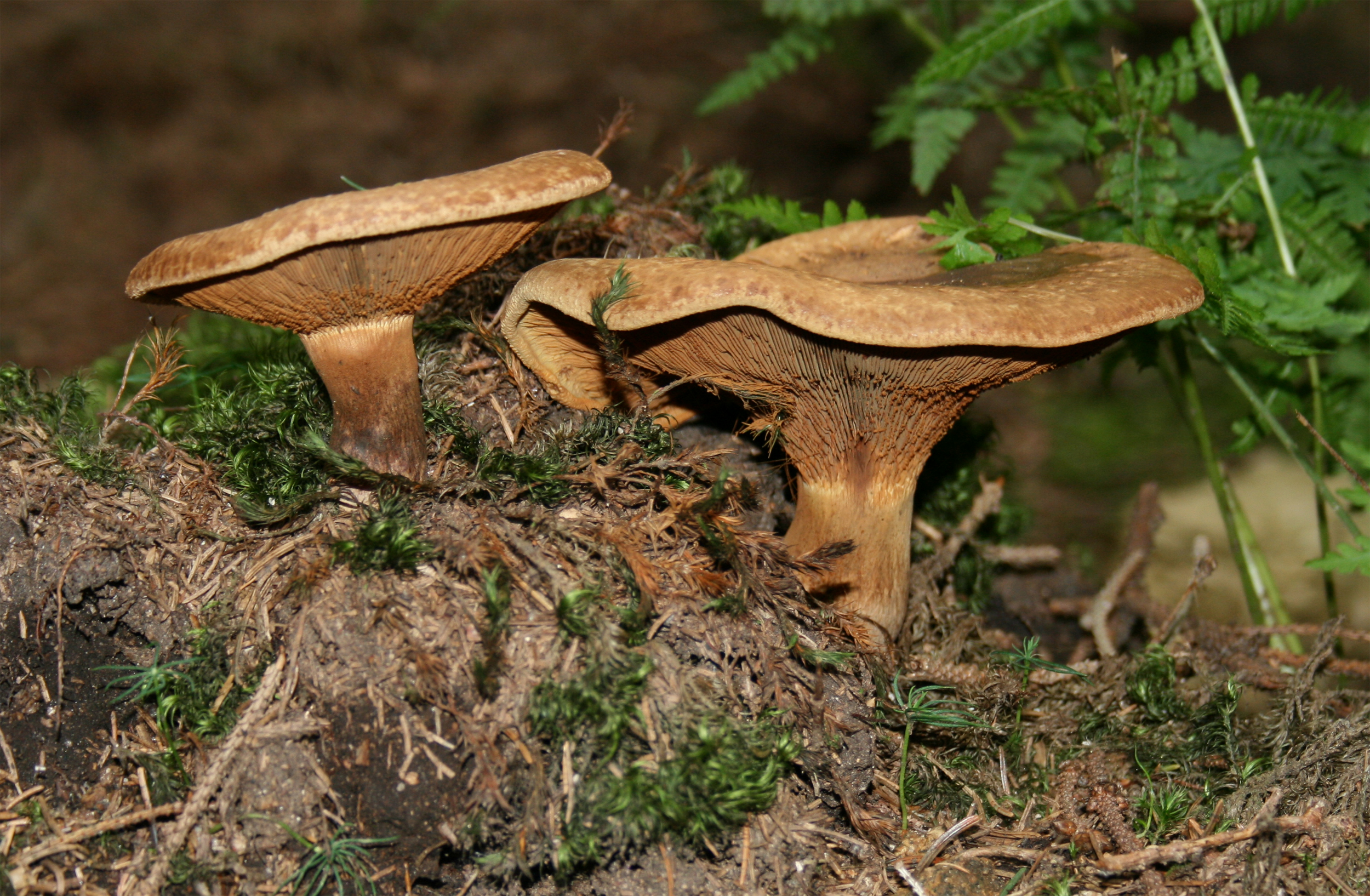
Krowiak podwinięty

- Rodzina: Paxillaceae (krowiakowate)
  - Gyrodon lividus (lejkoporek olszowy)
  - Melanogaster ambiguus (czarnobrzuszek filcowaty)
  - Paxillus involutus (krowiak podwinięty)
  - Paxillus rubicundulus (krowiak olszowy)
- Rodzina: Rhizopogonaceae (piestrówkowate)
  - Rhizopogon luteolus (piestrówka żółtawa)
  - Rhizopogon roseolus (piestrówka różowawa)

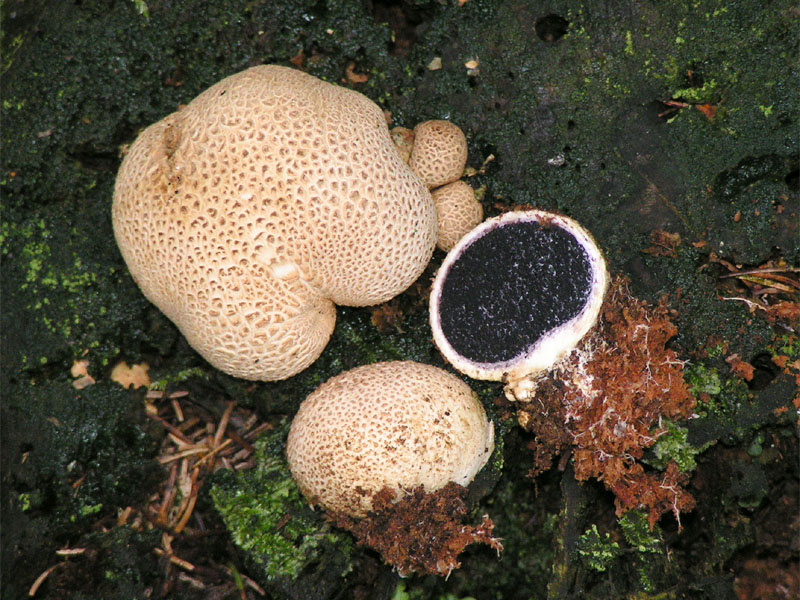
Tęgoskór cytrynowy

- Rodzina: Sclerodermataceae (tęgoskórowate)
  - Pisolithus arhizus (purchatnica piaskowa)
  - Scleroderma areolatum (tęgoskór lamparci)
  - Scleroderma citrinum (tęgoskór cytrynowy)
  - Scleroderma septentrionale (tęgoskór korzeniasty) ●
  - Scleroderma verrucosum (tęgoskór brodawkowany)
- Rodzina: Serpulaceae (stroczkowate)
  - Serpula lacrymans (stroczek domowy)

- Rodzina: Suillaceae (maślakowate)
  - Suillus bovinus (maślak sitarz)

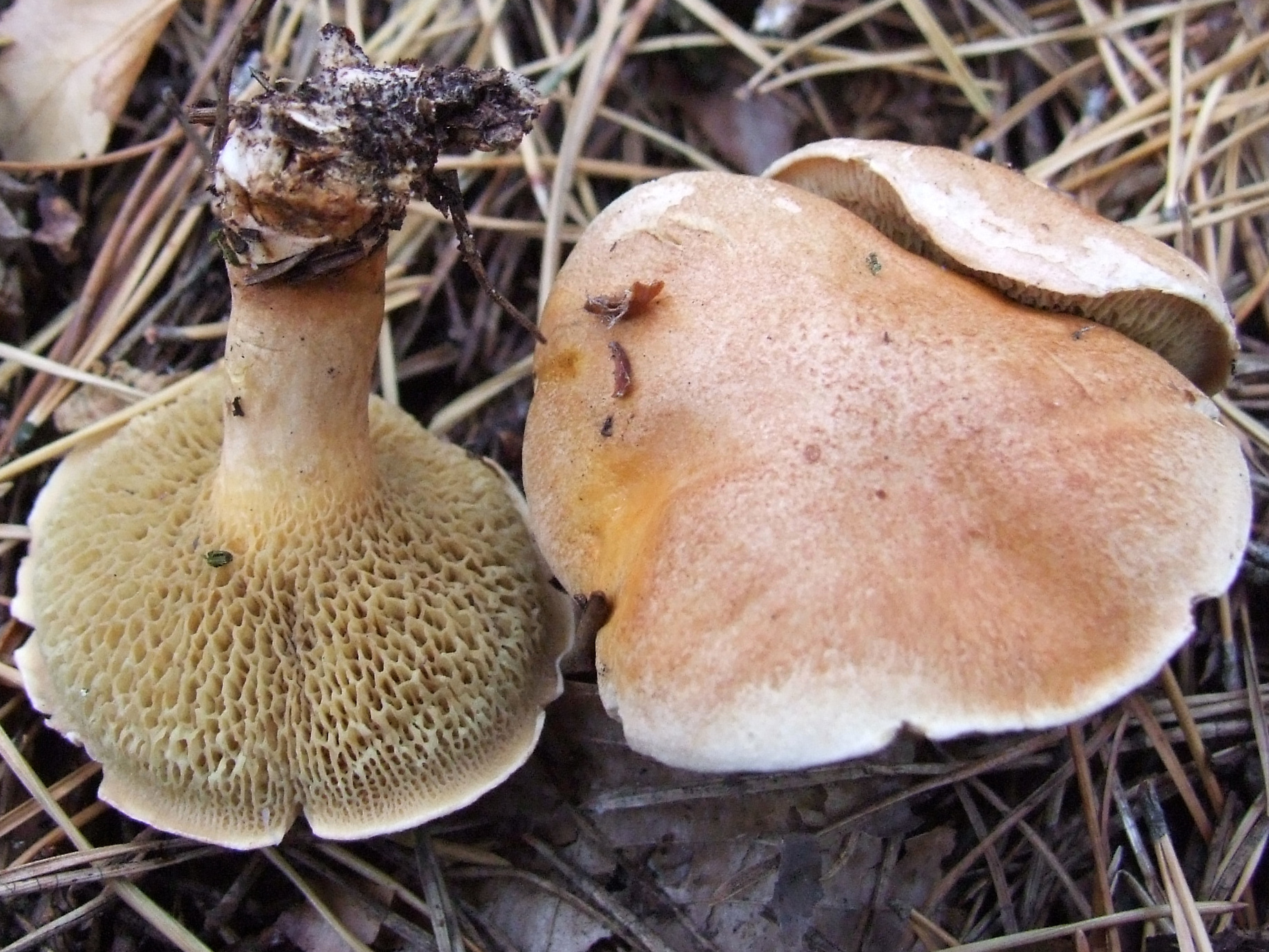
Maślak sitarz

  - Suillus bresadolae var. flavogriseus (maślak alpejski)
  - Suillus cavipes (borowiec dęty, maślak (borowiec) dęty) (Boletinus cavipes[12]) ○
  - Suillus flavidus (maślak błotny, żółtawy) ○
  - Suillus granulatus (maślak ziarnisty)
  - Suillus grevillei (maślak żółty)
  - Suillus luteus (maślak zwyczajny)
  - Suillus placidus (maślak wejmutkowy)
  - Suillus plorans (maślak limbowy)
  - Suillus sibiricus (maślak syberyjski) ○
  - Suillus tridentinus (maślak trydencki) ●
  - Suillus variegatus (maślak pstry)
  - Suillus viscidus (maślak lepki)
- Rodzina: Tapinellaceae (ponurnikowate)
  - Tapinella atrotomentosa (ponurnik aksamitny)

#### Rząd:Agaricales(pieczarkowce czyli bedłkowce)

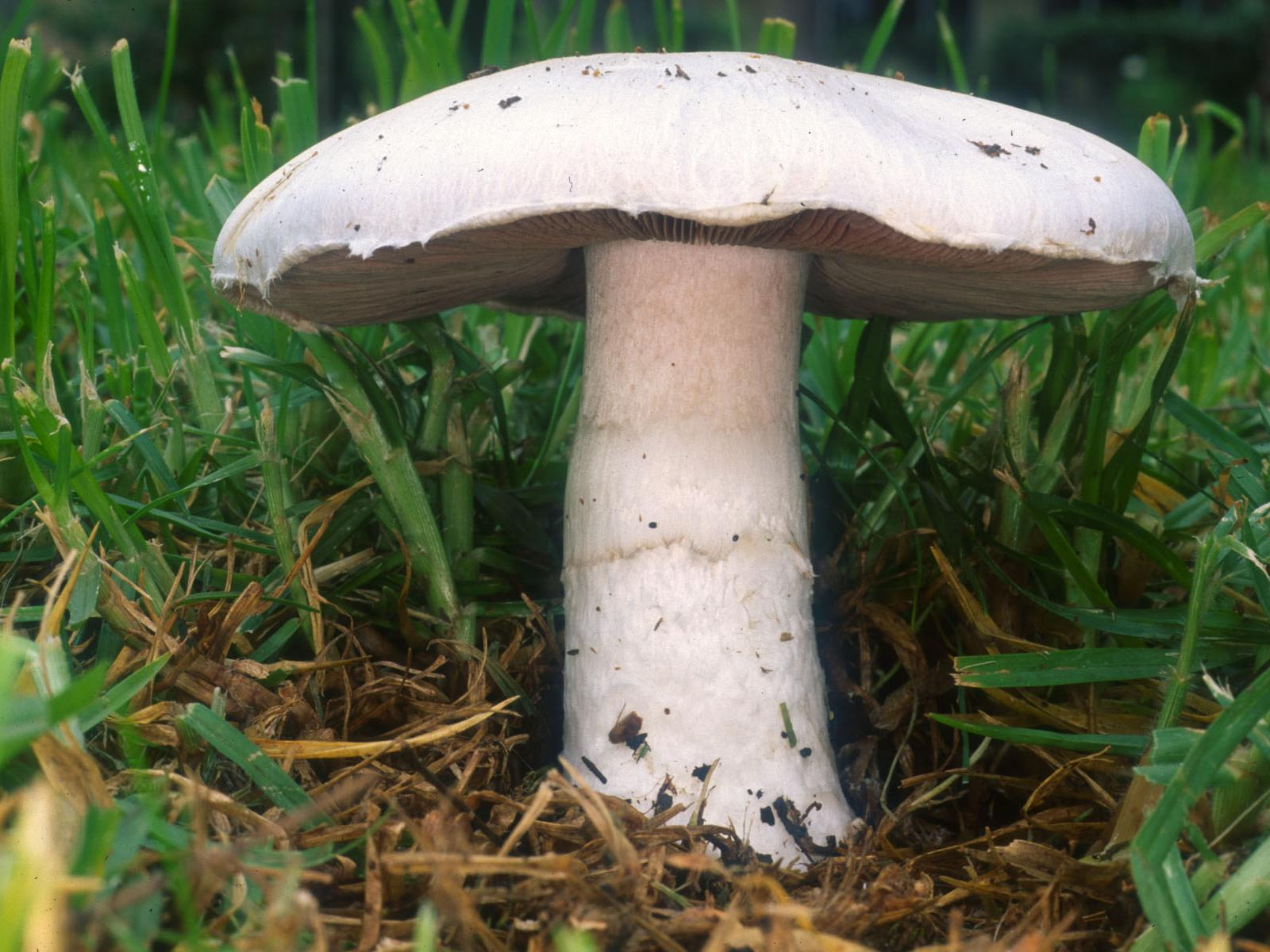
Pieczarka łąkowa (pieczarka polna)

- Rodzina: Agaricaceae (pieczarkowate)
  - Agaricus arvensis (pieczarka biaława, pieczarka polowa)
  - Agaricus augustus (pieczarka okazała)
  - Agaricus bisporus (pieczarka dwuzarodnikowa)
  - Agaricus bitorquis (pieczarka miejska)
  - Agaricus campestris (pieczarka łąkowa, pieczarka polna)
  - Agaricus lanipes (pieczarka krótkotrzonowa)
  - Agaricus placomyces (pieczarka płaska)
  - Agaricus sylvaticus (pieczarka leśna)
  - Agaricus sylvicola (pieczarka bulwiasta)
  - Agaricus urinascens (pieczarka słomkowożółta)
  - Agaricus xanthodermus (pieczarka karbolowa)
  - Bovista nigrescens (kurzawka czerniejąca)
  - Bovista paludosa (kurzawka bagienna) ○
  - Bovista plumbea (kurzawka ołowiana)
  - Bovista tomentosa (kurzawka omszona)
  - Calvatia cretacea (czasznica tatrzańska)
  - Calvatia gigantea (czasznica olbrzymia)
  - Chlorophyllum rachodes (czubajnik czerwieniejący)
  - Coprinus comatus (czernidłak kołpakowaty)
  - Cystoderma amianthinum (ziarnówka ochrowożółta)
  - Cystoderma carcharias (ziarnówka blada)
  - Cystodermella cinnabarina (ziarnóweczka cynobrowa)
  - Disciseda candida (przewrotka łysa)
  - Echinoderma asperum (jeżoskórka ostrołuskowa)
  - Leucoagaricus nympharum (czubajka żółknąca)Purchawka chropowata

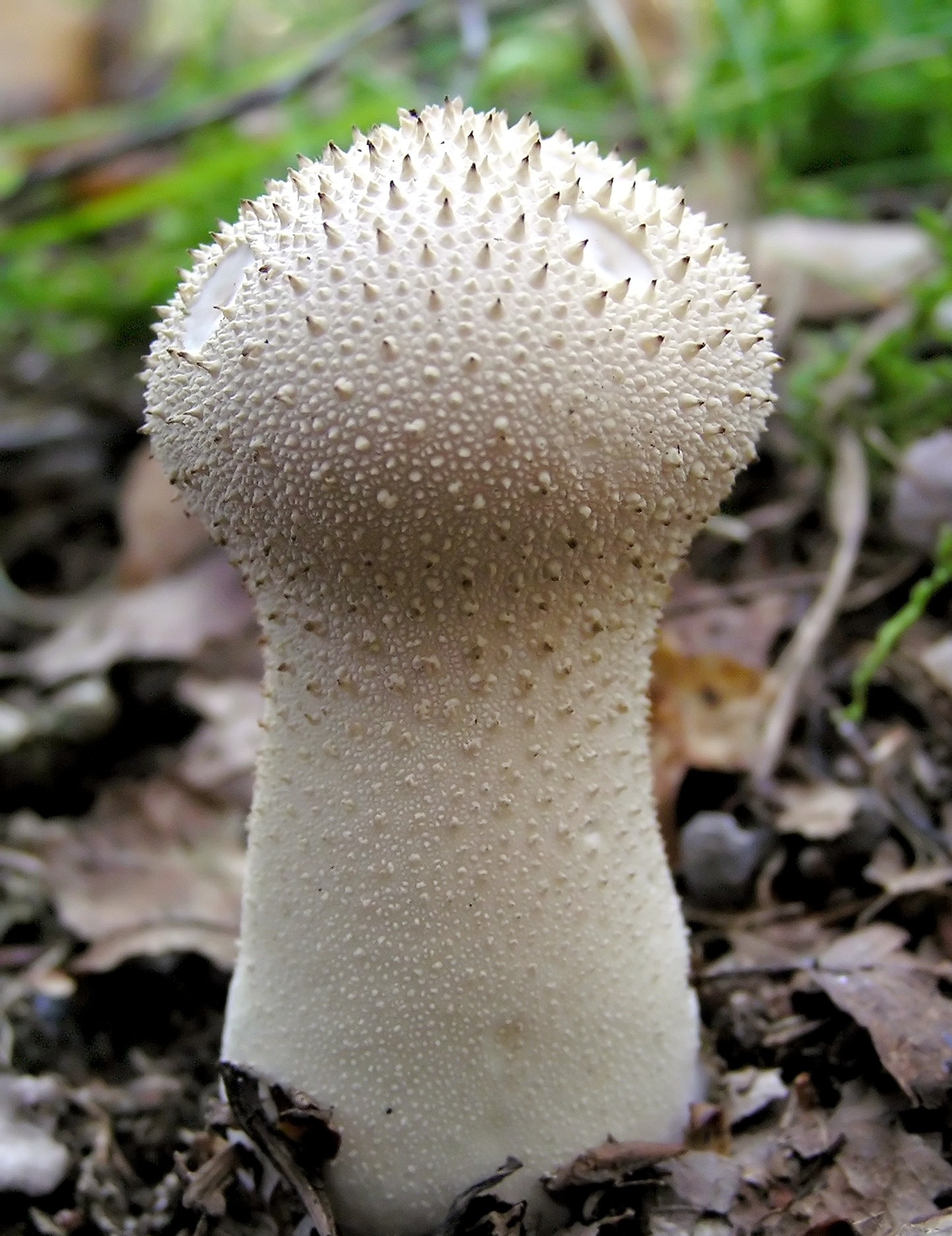
Purchawka chropowata

  - Lycoperdon echinatum (purchawka jeżowata)
  - Lycoperdon excipuliforme (purchawka fiolowata)
  - Lycoperdon perlatum (purchawka chropowata)
  - Lycoperdon pratense (purchawka spłaszczona)
  - Lycoperdon pyriforme (purchawka gruszkowata)
  - Lycoperdon utriforme (purchawka oczkowana)
  - Macrolepiota excoriata (czubajka białotrzonowa)Czubajka kania

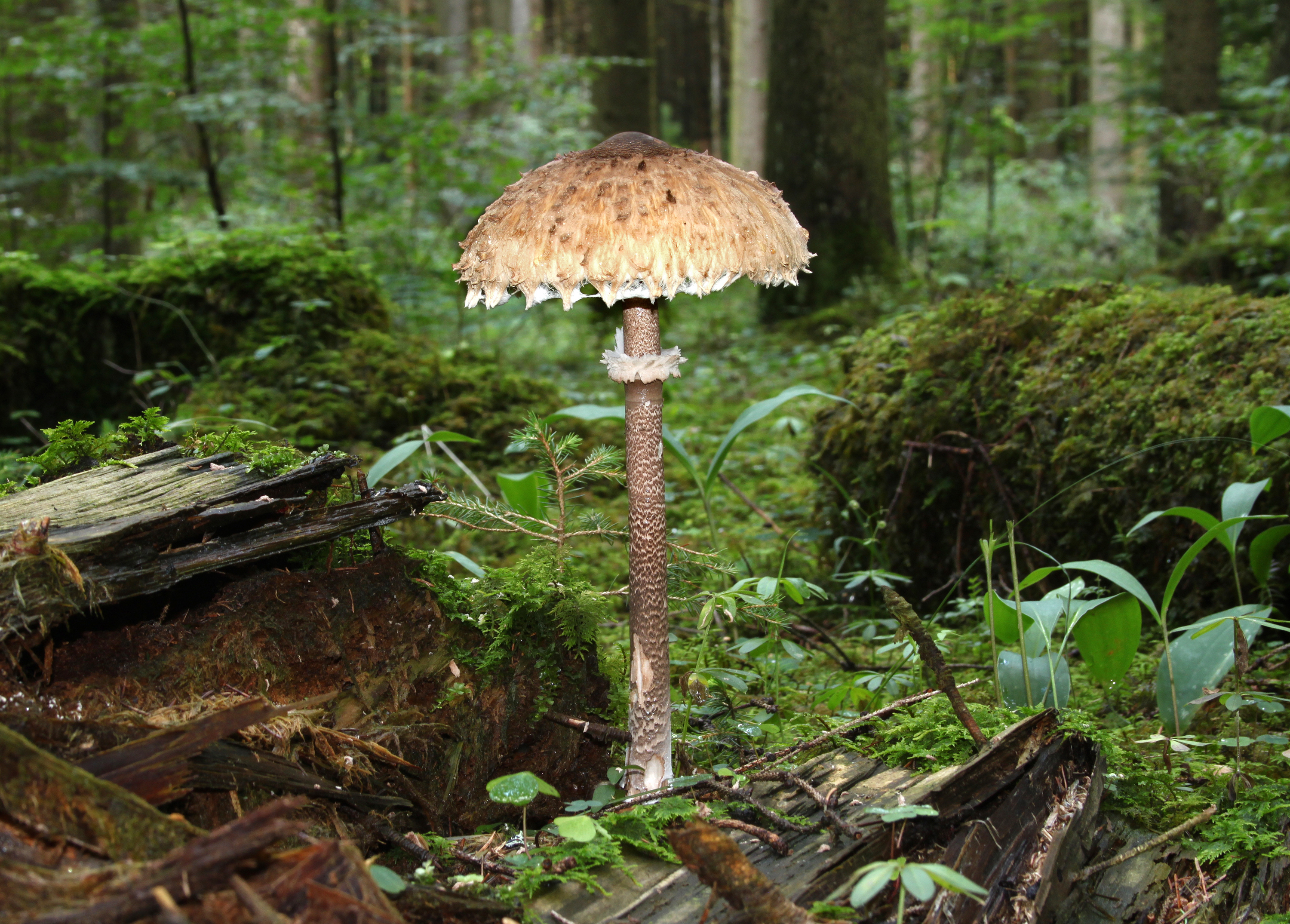
Czubajka kania

  - Macrolepiota procera (czubajka kania)
  - Mycenastrum corium (grzybogwiazd skórzasty)
  - Nidularia deformis (gniazdnica kulista)
  - Phaeolepiota aurea (aksamitkówka złota)
  - Tulostoma brumale (berłóweczka zimowa, pałeczka zimowa)
  - Tulostoma kotlabae (berłóweczka czeska) ●
  - Tulostoma fimbriatum (berłóweczka frędzelkowana, pałeczka frędzelkowana)
  - Tulostoma melanocyclum (berłóweczka rudawa) ●
  - Tulostoma squamosum (berłóweczka łuskowata) ●

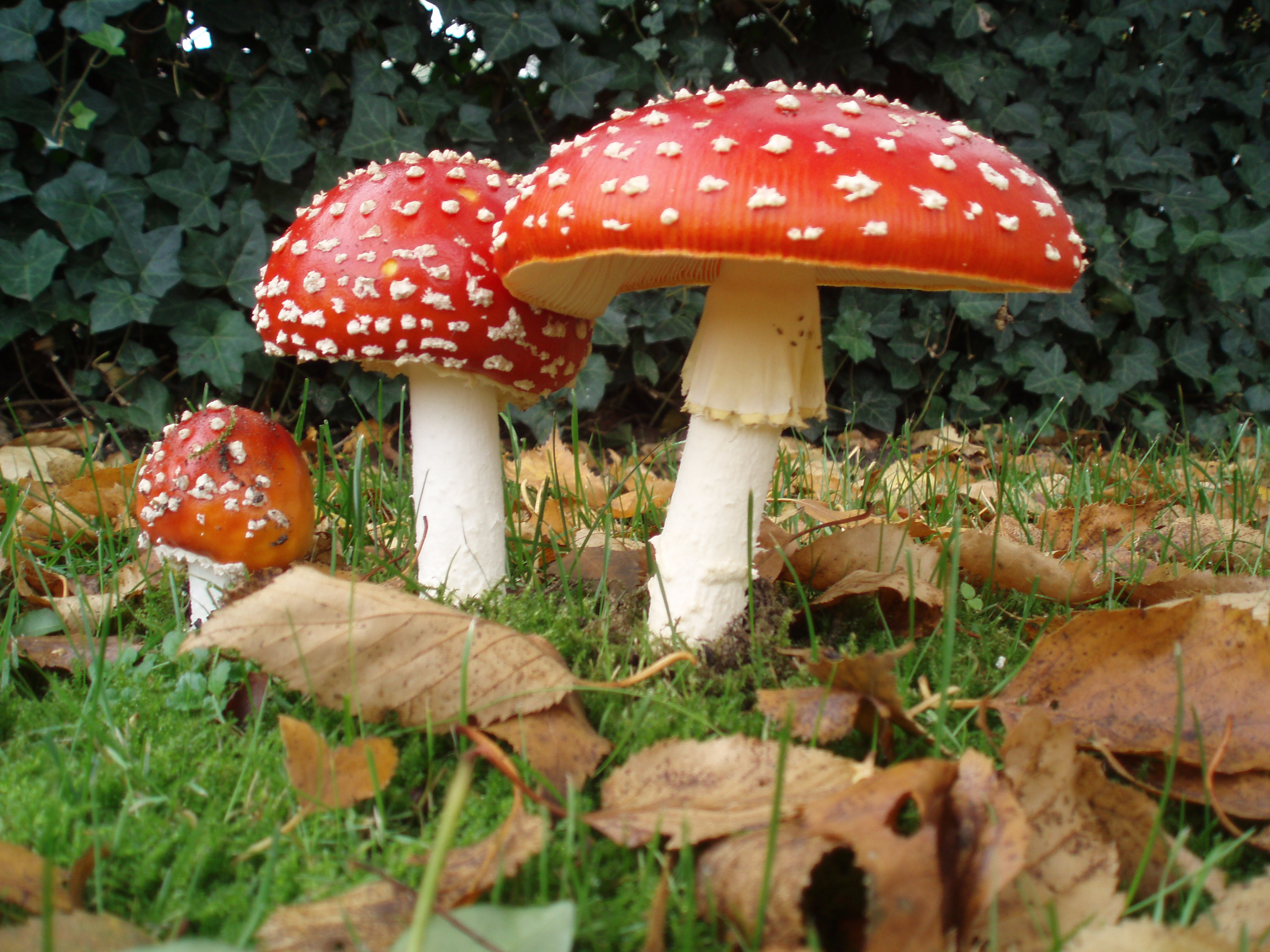
Muchomor czerwony

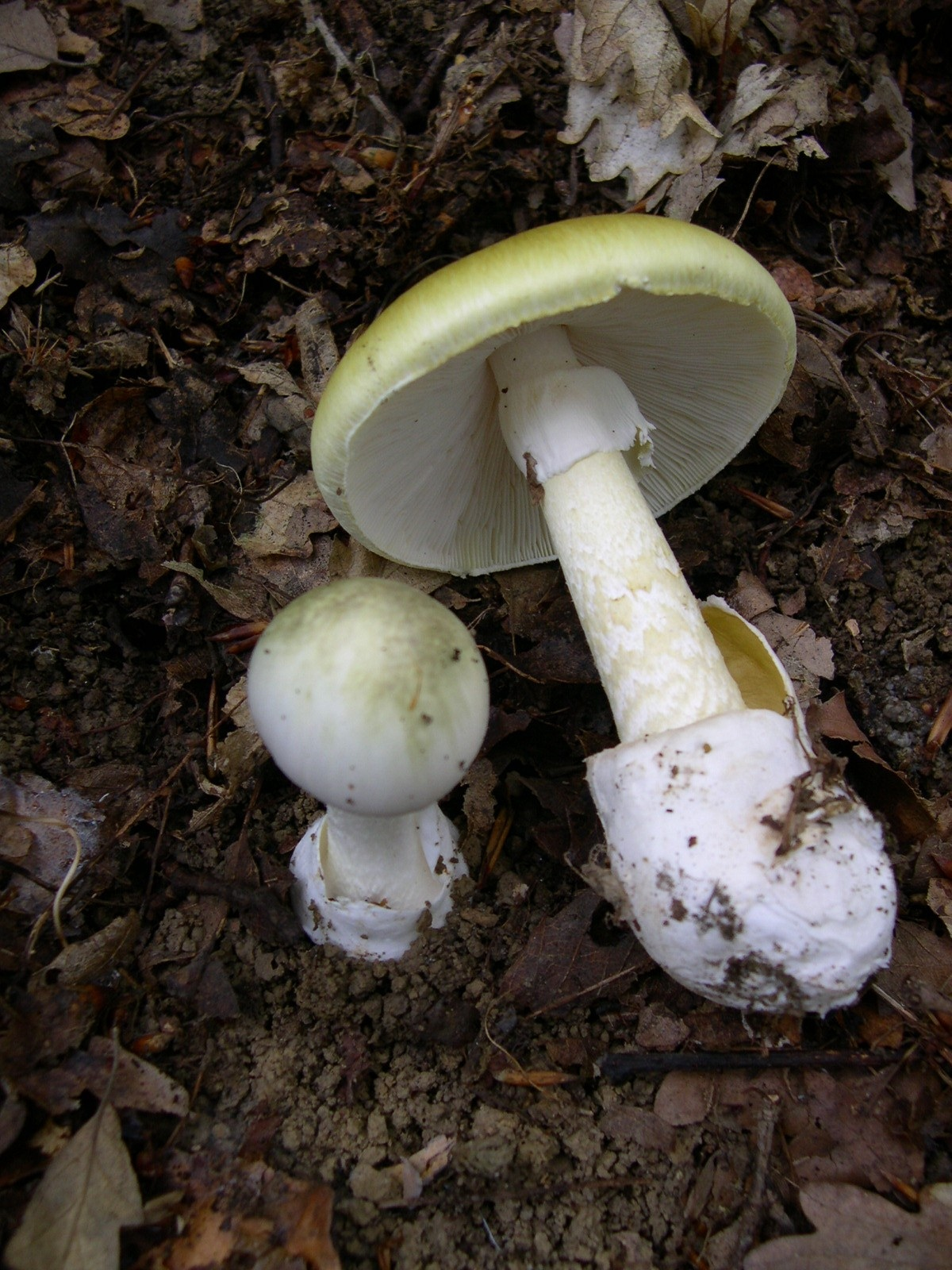
muchomor zielonawy (muchomor sromotnikowy)

- Rodzina: Amanitaceae (muchomorowate)
  - Amanita caesarea (muchomor cesarski) - z terenu Polski nieznany, ale możliwy do znalezienia w cieplejszych zakątkach kraju[4].
  - Amanita citrina (muchomor cytrynowy)
  - Amanita excelsa (muchomor twardawy)
  - Amanita fulva (muchomor rdzawobrązowy)
  - Amanita gemmata (muchomor narcyzowy)
  - Amanita muscaria (muchomor czerwony)
  - Amanita pantherina (muchomor plamisty)
  - Amanita phalloides (muchomor zielonawy, muchomor sromotnikowy)
  - Amanita porphyria (muchomor porfirowy)
  - Amanita regalis (muchomor królewski)
  - Amanita rubescens (muchomor czerwieniejący, muchomor czerwonawy)
  - Amanita vaginata (muchomor szarawy, muchomor mglejarka)
  - Amanita virosa (muchomor jadowity)
- Rodzina: Bolbitiaceae (gnojankowate)
  - Panaeolus acuminatus (kołpaczek ostrowierzchołkowy)
  - Panaeolus cinctulus (kołpaczek pośredni)
  - Panaeolus fimicola (kołpaczek ciemnoszary)
  - Panaeolus papilionaceus (kołpaczek mierzwiowy)

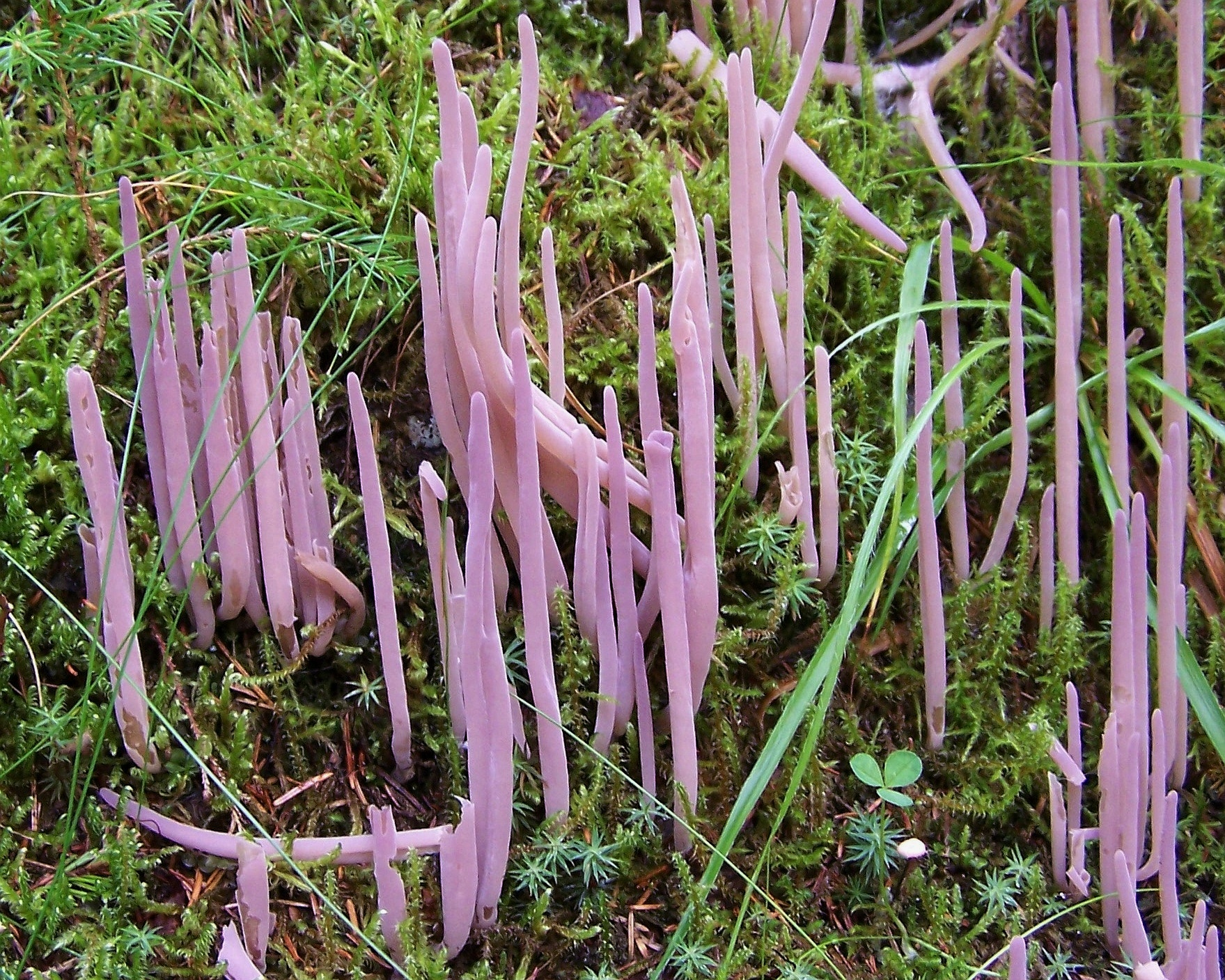
Goździeniec purpurowy

- Rodzina: Clavariaceae (goździeńcowate)
  - Alloclavaria purpurea (goździeniec purpurowy)
  - Clavaria argillacea (goździeniec gliniasty)
  - Clavaria fragilis (goździeniec robakowaty)
  - Clavaria fumosa (goździeniec przydymiony)
  - Clavaria zollingeri (goździeniec fioletowy)
- Rodzina: Cortinariaceae (zasłonakowate)
  - Cortinarius armillatus (zasłonak osłonięty)
  - Cortinarius bulliardii (zasłonak krwawy)
  - Cortinarius camphoratus (zasłonak odrażający)
  - Cortinarius caperatus (płachetka zwyczajna)
  - Cortinarius cinnabarinus (zasłonak cynobrowy)
  - Cortinarius cinnamomeus (zasłonak cynamonowy)
  - Cortinarius collinitus (zasłonak śluzowaty)
  - Cortinarius elegantior (zasłonak słomkowożółty) ○
  - Cortinarius mucosus (zasłonak kleisty)
  - Cortinarius odorifer (zasłonak anyżkowy)
  - Cortinarius olearioides (zasłonak lisi)
  - Cortinarius orellanus (zasłonak rudy)
  - Cortinarius sanguineus (zasłonak krwisty)
  - Cortinarius traganus (zasłonak wonny)
  - Cortinarius variicolor var. pseudovariicolor (zasłonak różnobarwny)
  - Cortinarius varius (zasłonak ceglastożółty)
  - Cortinarius violaceus (zasłonak fioletowy)
  - Hemistropharia albocrenulata (łuskwiak karbowany)
- Rodzina: Cyphellaceae (kielisznikowate)
  - Chondrostereum purpureum (chrząstkoskórnik purpurowy)
- Rodzina: Entolomataceae (wieruszkowate)
  - Clitopilus prunulus (bruzdniczek największy, sadówka podsadka)
  - Entoloma bloxamii (dzwonkówka szarofioletowa) ○
  - Entoloma clypeatum (dzwonkówka tarczowata)
  - Entoloma conferendum (dzwonkówka gwiaździstozarodnikowa)
  - Entoloma cuspidiferum (dzwonkówka bagienna) ○
  - Entoloma hirtipes (dzwonkówka kosmatotrzonowa)
  - Entoloma rhodopolium (dzwonkówka szara)
  - Entoloma sericeum (dzwonkówka jedwabista)
  - Entoloma sinuatum (dzwonkówka trująca, wieruszka zatokowata)
  - Entoloma sphagnorum (dzwonkówka *) ○
  - Entoloma turci (dzwonkówka ciemniejąca) ○
- Rodzina: Fistulinaceae (ozorkowate)
  - Fistulina hepatica (ozorek dębowy) ○
- Rodzina: Hydnangiaceae (piestróweczkowate)
  - Laccaria amethystina (lakówka ametystowa)
  - Laccaria laccata (lakówka pospolita)
  - Laccaria proxima (lakówka okazała)
  - Laccaria tortilis (lakówka drobna)

- Rodzina: Hygrophoraceae (wodnichowate)
  - Ampulloclitocybe clavipes (białolejkówka buławotrzonowa)
  - Cuphophyllus pratensis (kopułek łąkowy)
  - Cuphophyllus virgineus (kopułek śnieżny)
  - Dendrocorticium polygonioides (kopułka sklepiona)
(Cuphophyllus fornicatus[12]) ○
  - Gliophorus laetus (wilgotniczka jasna)
  - Gliophorus psittacinus (wilgotniczka papuzia)
  - Humidicutis calyptriformis (stożkownica czapeczkowata)
(Hygrocybe calyptriformis[12]) ○
  - Hygrocybe aurantiosplendens (wilgotnica ozdobna) ○
  - Hygrocybe citrinovirens (wilgotnica cytrynowozielonawa) (wilgotnica cytrynowozielona[12]) ○
  - Hygrocybe coccinea (wilgotnica szkarłatna)
  - Hygrocybe conica (wilgotnica czerniejąca)
  - Hygrocybe conicopalustris (wilgotnica czerniejąca)
  - Hygrocybe ingrata (wilgotnica zasadowa) ○
  - Hygrocybe intermedia (wilgotnica nielepka)
  - Hygrocybe nigrescens (wilgotnica czerniejąca)
  - Hygrocybe punicea (wilgotnica karminowa)
  - Hygrocybe reidii (wilgotnica włoska) ○
  - Hygrocybe russocoriacea (wilgotnica juchtowa)
  - Hygrocybe splendidissima (wilgotnica okazała) ○
  - Hygrophorus atramentosus (wodnicha atramentowa) ○
  - Hygrophorus camarophyllus (wodnicha odymiona) (H. calophyllus[12]) ○
  - Hygrophorus chrysodon (wodnicha złocista)
  - Hygrophorus discoideus (wodnicha tarczowata)
  - Hygrophorus eburneus (wodnicha biała)
  - Hygrophorus erubescens (wodnicha zaróżowiona) ○
  - Hygrophorus erubescens (wodnicha zaróżowiona) (H. capreolarius[12]) ○
  - Hygrophorus gliocyclus (wodnicha grubopierścieniowa)
  - Hygrophorus hypothejus (wodnicha późna)
  - Hygrophorus latitabundus (wodnicha brunatnobiała) ○
  - Hygrophorus lucorum (wodnicha modrzewiowa)
  - Hygrophorus olivaceoalbus (wodnicha oliwkowobiała)
  - Hygrophorus penarius (wodnicha gładka)
  - Hygrophorus persoonii (wodnicha oliwkowobrązowa) ○
  - Hygrophorus poetarum (wodnicha różowozłota)
  - Hygrophorus pudorinus (wodnicha pomarańczowa)
  - Hygrophorus pustulatus (wodnicha kropkowana)
  - Hygrophorus speciosus (wodnicha ozdobna)
- Rodzina: Hymenogastraceae (podziemniczkowate)
  - Hebeloma crustuliniforme (włośnianka rosista)
- Rodzina: Inocybaceae (strzępiakowate)
  - Inocybe adaequata (strzępiak czerwonowinny)
  - Inocybe asterospora (strzępiak gwiaździstozarodnikowy)
  - Inocybe erubescens (włókniak ceglasty)
  - Inocybe geophylla (strzępiak ziemistoblaszkowy)
  - Inocybe napipes (strzępiak rzepowaty)
  - Inocybe paludinella (strzępiak bagienny)
  - Inocybe perlata (rysostrzępiak perłowy)
  - Inocybe pyriodora (strzępiak gruszkowaty)
  - Inocybe rimosa (rysostrzępiak porysowany)
- Rodzina: Lyophyllaceae
  - Calocybe gambosa (gęśnica wiosenna)
  - Hypsizygus ulmarius (bokownik wiązowy)
  - Lyophyllum connatum (kępkowiec białawy)
  - Lyophyllum decastes (kępkowiec jasnobrązowy)
  - Lyophyllum fumosum (kępkowiec ciemnoszary)
  - Lyophyllum loricatum (kępkowiec żeberkowano-żyłkowany)

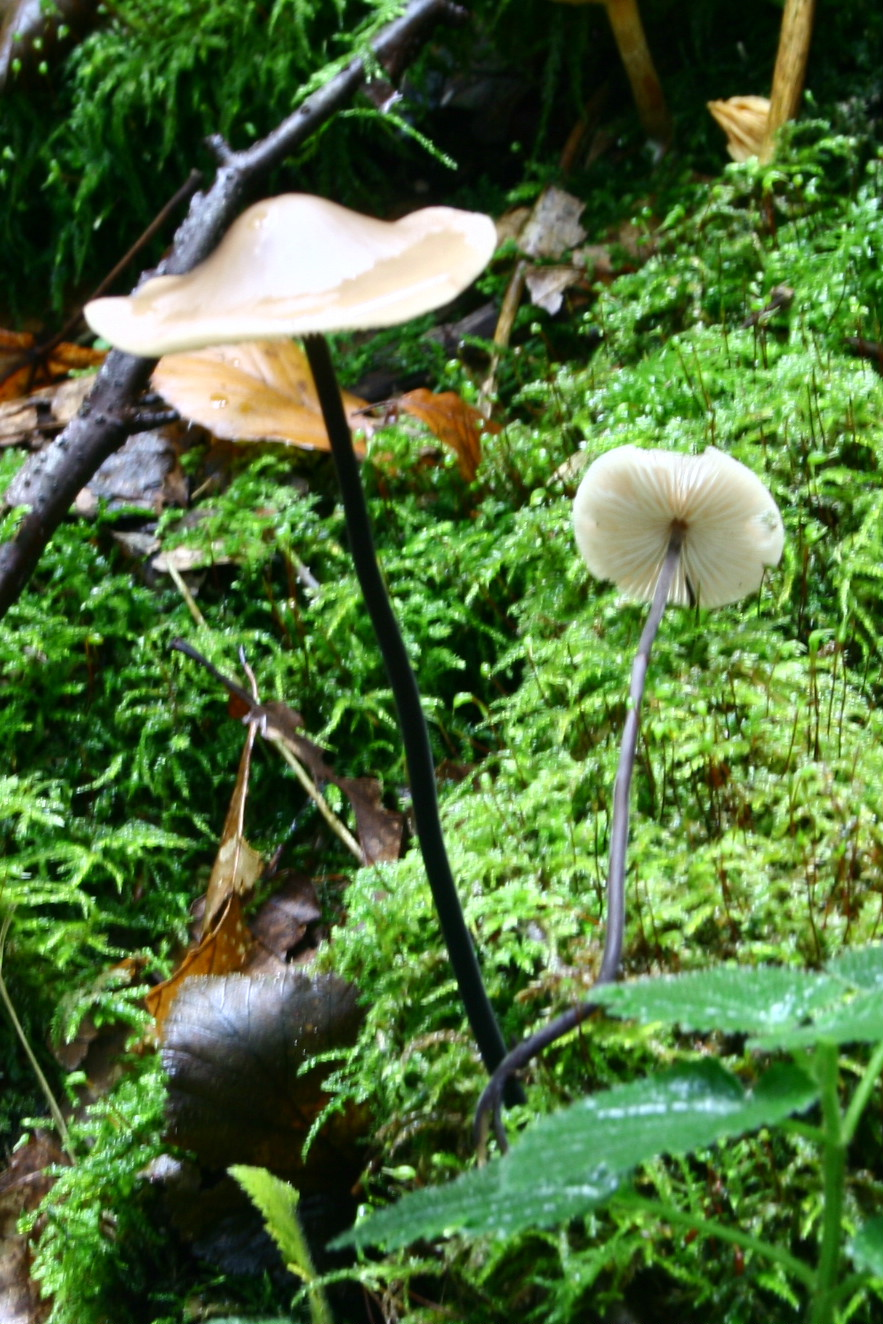
Twardzioszek czosnkowy

- Rodzina: Marasmiaceae (twardzioszkowate)
  - Connopus acervatus (pieniążek kępkowy)
  - Gymnopus androsaceus (łysostopek szpilkowy)
  - Gymnopus confluens (łysostopek pozrastany)
  - Gymnopus dryophilus (łysostopek pospolity)
  - Gymnopus foetidus (twardziaczek cuchnący)
  - Gymnopus fusipes (łysostopek wrzecionowatotrzonowy)
  - Gymnopus hariolorum (łysostopek niemiły)
  - Gymnopus perforans (łysostopek kapuściany)
  - Gymnopus peronatus (łysostopek cierpki)
  - Marasmius cohaerens (twardzioszek ciemnotrzonowy)
  - Marasmius oreades (twardzioszek przydrożny)
  - Marasmius prasiosmus (twardzioszek szczypiorkowy)
  - Marasmius rotula (twardzioszek obrożowy)
  - Marasmius wynneae (twardzioszek białawoliliowy)
  - Megacollybia platyphylla (pieniążnica szerokoblaszkowa)
  - Mycetinis alliaceus (twardzioszek czosnkowy)
  - Mycetinis scorodonius (twardzioszek czosnaczek)
  - Rhodocollybia butyracea (monetnica maślana)
  - Rhodocollybia maculata (monetnica plamista)
  - Sarcomyxa serotina (łycznik późny)
- Rodzina: Mycenaceae (grzybówkowate)
  - Mycena crocata (grzybówka szafranowa)
  - Mycena epipterygia (grzybówka cytrynowa)
  - Mycena epipterygioides (grzybówka podobna)
  - Mycena galopus (grzybówka mleczajowa)
  - Mycena inclinata (grzybówka mydlana)
  - Mycena pelianthina (grzybówka gołębia)
  - Mycena pura (grzybówka fioletowawa)
  - Mycena stipata (grzybówka potażowa)
  - Panellus mitis (łycznik białawy)
  - Panellus stipticus (łycznik ochrowy)
  - Xeromphalina campanella (pępowniczka dzwonkowata)

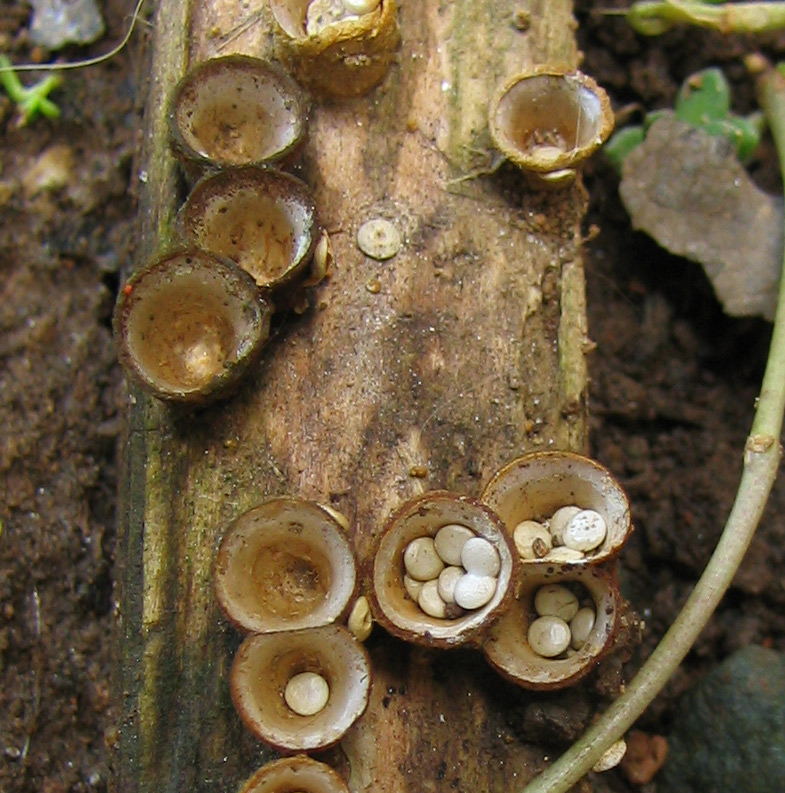
Kubecznik pospolity

- Rodzina: Nidulariaceae (gniazdnicowate)
  - Crucibulum laeve (kubecznik pospolity)
  - Cyathus olla (kubek ołowianoszary)
  - Cyathus stercoreus (kubek gnojowy)
  - Cyathus striatus (kubek prążkowany)
  - Mycocalia denudata (gniazdniczka obnażona)

- Rodzina: Physalacriaceae

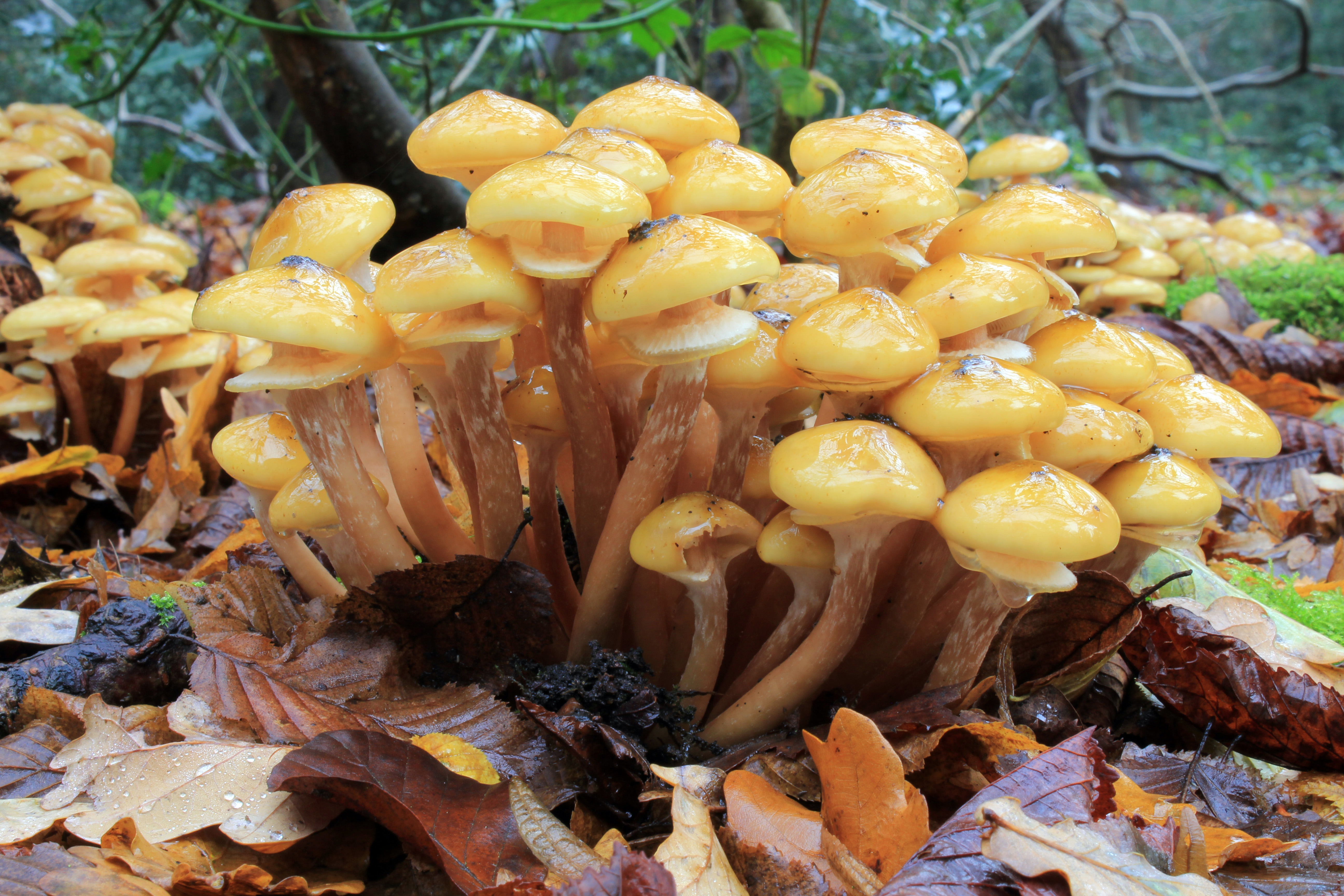
Opieńka miodowa

  - Armillaria ectypa (podopieńka torfowiskowa) ●
  - Armillaria mellea (opieńka miodowa)
  - Armillaria tabescens (opieńka bezpierścieniowa)
  - Flammulina velutipes (płomiennica zimowa)
  - Oudemansiella mucida (monetka bukowa)
  - Rhodotus palmatus (żyłkowiec różowawy) ●
  - Strobilurus esculentus (szyszkówka świerkowa)
  - Strobilurus stephanocystis (szyszkówka tęporozwierkowa)
  - Strobilurus tenacellus (szyszkówka gorzkawa)
  - Xerula pudens (pieniążkówka dębowa)
  - Xerula radicata (pieniążkówka gładkotrzonowa)

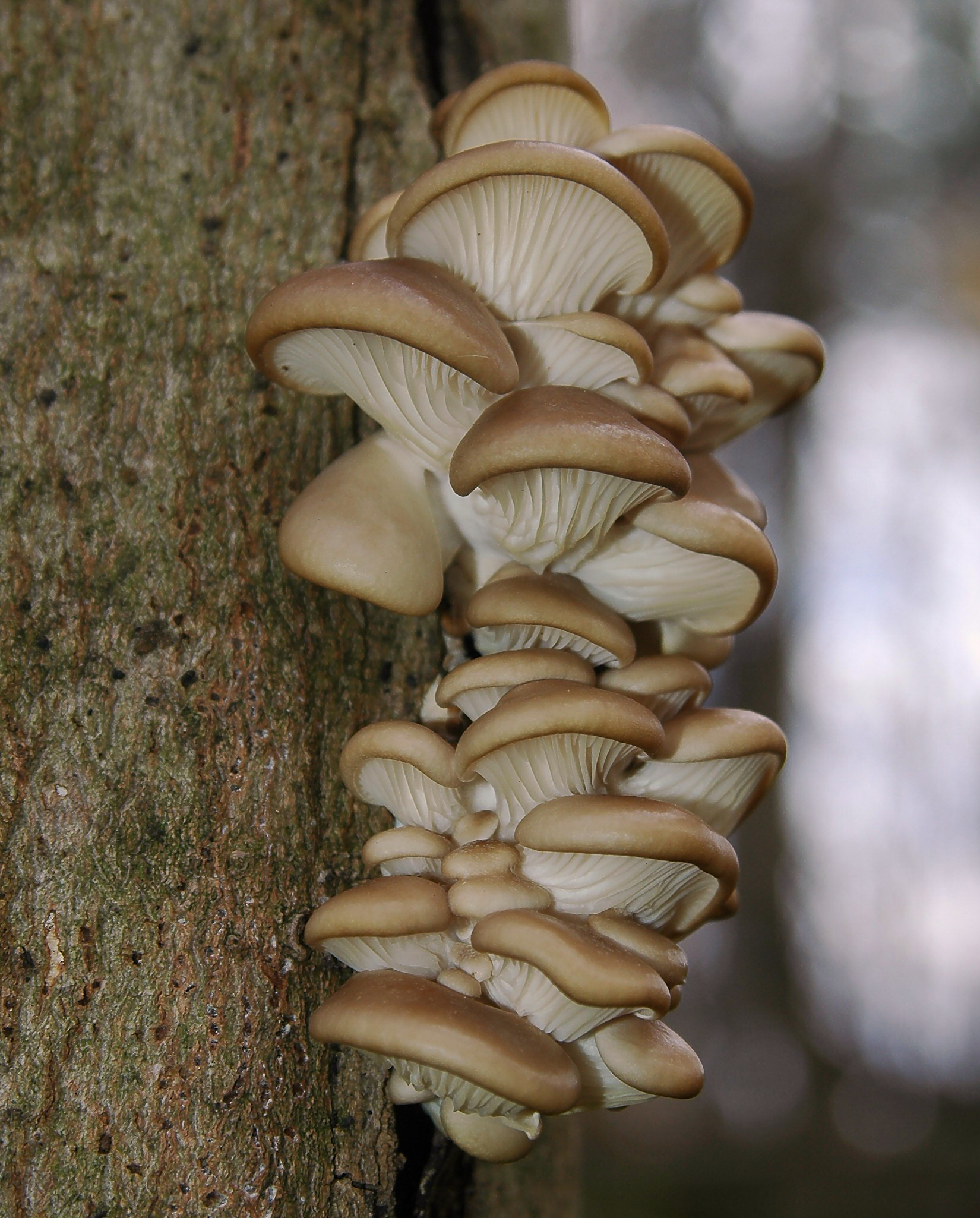
Boczniak ostrygowaty

- Rodzina: Pleurotaceae (boczniakowate)
  - Pleurotus columbinus (dawniej boczniak ostrygowaty odmiana gołąbkowa)
  - Pleurotus dryinus (boczniak białożółty)
  - Pleurotus eryngii (boczniak mikołajkowy) ●
  - Pleurotus ostreatus (boczniak ostrygowaty)
- Rodzina: Pluteaceae (łuskowcowate)
  - Pluteus atromarginatus (drobnołuszczak czarnoostrzowy)
  - Pluteus cervinus (drobnołuszczak jeleni)
  - Volvariella bombycina (pochwiak jedwabnikowy)
  - Volvariella media (pochwiak średni)
  - Volvariella pusilla (pochwiak karłowaty)
  - Volvopluteus gloiocephalus (pochwiak okazały)
- Rodzina: Psathyrellaceae (kruchaweczkowate)
  - Coprinellus disseminatus (czernidłak gromadny)
  - Coprinellus micaceus (czernidłak błyszczący)
  - Coprinopsis atramentaria (czernidłak pospolity)
  - Coprinopsis cinerea (czernidłak szarawy)
  - Coprinopsis picacea (czernidłak pstry)
  - Lacrymaria lacrymabunda (kruchawica aksamitna)
  - Lacrymaria pyrotricha (Kruchaweczka pomarańczowa)
  - Psathyrella candolleana (kruchaweczka zaroślowa)
  - Psathyrella caput-medusae (kruchaweczka meduzogłowa) ○
  - Psathyrella maculata (kruchaweczka *) ○
  - Psathyrella piluliformis (kruchaweczka namakająca)
- Rodzina: Pterulaceae (piórniczkowate)
  - Pterula multifida (piórniczka rozgałęziona)
  - Radulomyces confluens (woskownik pozrastany)
  - Radulomyces molaris (woskownik zębaty)
- Rodzina: Schizophyllaceae (rozszczepkowate)
  - Schizophyllum commune (rozszczepka pospolita)

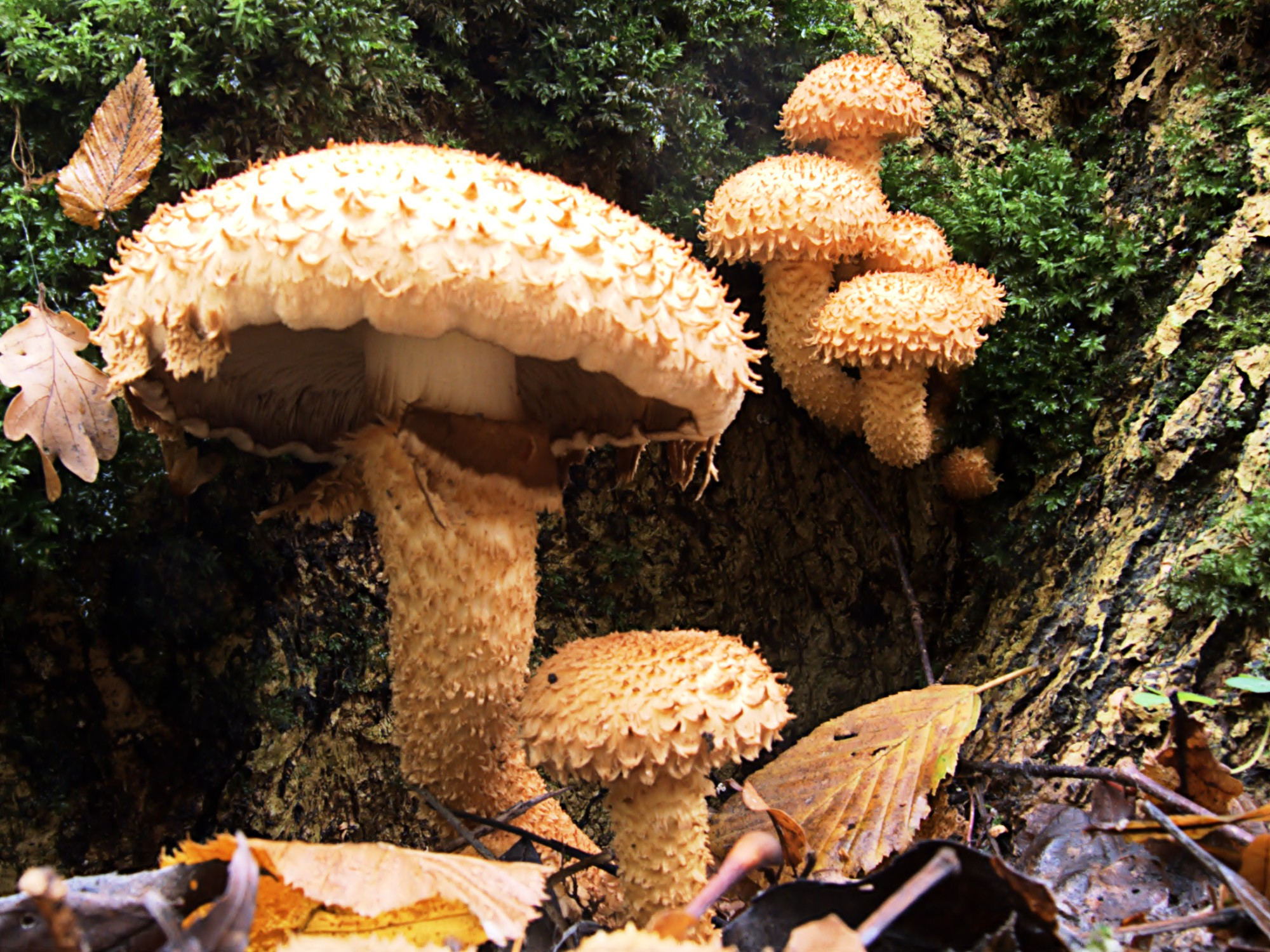
Łuskwiak nastroszony

- Rodzina: Strophariaceae (pierścieniakowate)
  - Agrocybe erebia (polownica czekoladowobrązowa)
  - Agrocybe praecox (polówka wczesna)
  - Cyclocybe cylindracea (polownica południowa) (Agrocybe cylindracea[12]) ○
  - Hebeloma radicosum (włośnianka korzeniasta)
  - Hebeloma sinapizans (włośnianka musztardowa)
  - Hemipholiota heteroclita (łuskwiak włóknistołuskowaty) (Pholiota heteroclita[12]) ○
  - Hemipholiota populnea (łuskwiak topolowy)
  - Hypholoma capnoides (maślanka łagodna)
  - Hypholoma fasciculare (maślanka wiązkowa)
  - Hypholoma lateritium (maślanka ceglasta)
  - Hypholoma radicosum (maślanka korzeniasta)
  - Kuehneromyces mutabilis (łuskwiak zmienny)
  - Leratiomyces squamosus (łysiczka łuskowata)
  - Pholiota astragalina (łuskwiak szafranowoczerwony)
  - Pholiota aurivella (łuskwiak złotawy)
  - Pholiota flavida (łuskwiak żółty)
  - Pholiota highlandensis (łuskwiak wypaleniskowy)
  - Pholiota squarrosa (łuskwiak nastroszony)
  - Pholiota squarrosoadiposa (łuskwiak lepkawy)
  - Protostropharia semiglobata, syn. Stropharia semiglobata (pierścieniak półkulisty)
  - Stropharia aeruginosa (pierścieniak grynszpanowy)
  - Stropharia coronilla (pierścieniak koroniasty)
  - Stropharia hornemannii (pierścieniak okazały)
  - Stropharia rugosoannulata (pierścieniak uprawny)

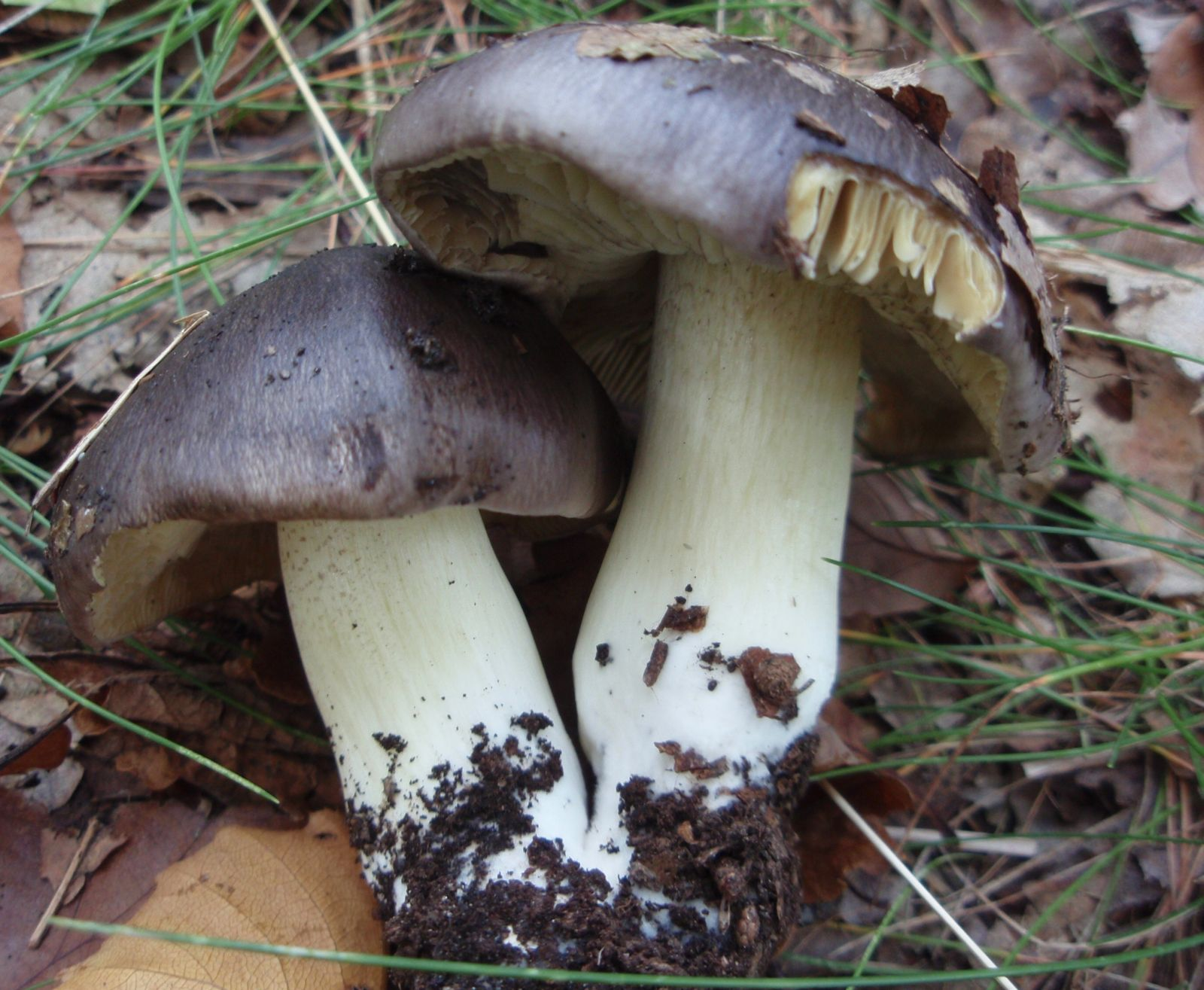
Gąska niekształtna

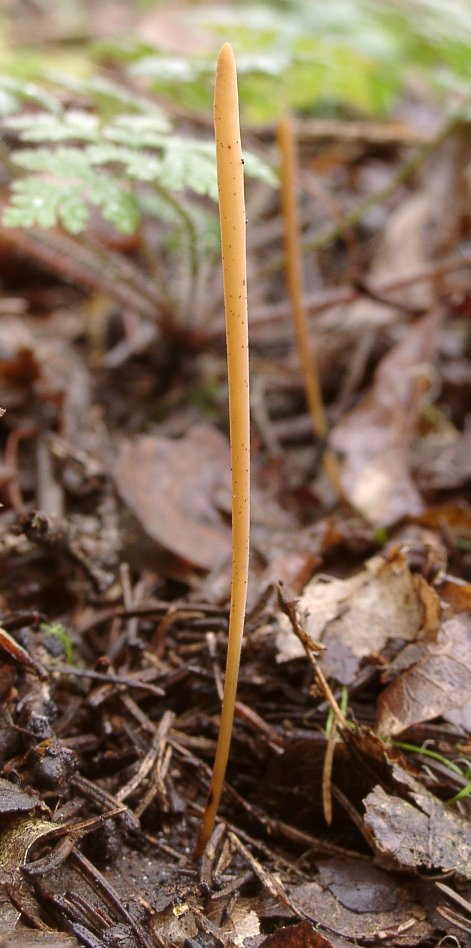
Pałecznica rurkowata

- Rodzina: Tricholomataceae (gąskowate)
  - Catathelasma imperiale (dwupierścieniak cesarski) ●
  - Clitocybe rivulosa (lejkówka jadowita)
  - Clitocybe fragrans (lejkówka dusząca)
  - Clitocybe gibba (lejkówka żółtobrązowa)
  - Clitocybe inornata (lejkówka niepozorna)
  - Clitocybe maxima (lejkówka żółtobrązowa)
  - Clitocybe nebularis (lejkówka szarawa)
  - Clitocybe odora (lejkówka zielonawa)
  - Infundibulicybe geotropa (lejkówka ziemnozwrotna)
  - Lepista flaccida (gąsówka rudawa)
  - Lepista glaucocana (gąsówka bladoniebieskawa)
  - Lepista nuda (gąsówka fioletowawa)
  - Lepista personata (gąsówka dwubarwna)
  - Lepista sordida (gąsówka brudnofioletowa)
  - Leucocortinarius bulbiger (białozasłonak bulwiasty)
  - Leucopaxillus compactus (białokrowiak trójbarwny) ○
  - Leucopaxillus gentianeus (białokrowiak gorzki)
  - Porpoloma pes-caprae (gęślica łąkowa)
  - Tricholoma aurantium (gąska pomarańczowa) ○
  - Tricholoma colossus (gąska wielka)
  - Tricholoma columbetta (gąska gołębia)
  - Tricholoma equestre (gąska zielonka)
  - Tricholoma imbricatum (gąska dachówkowata)
  - Tricholoma orirubens (gąska czerwieniejąca)
  - Tricholoma pardinum (gąska tygrysia)
  - Tricholoma portentosum (gąska niekształtna)
  - Tricholoma psammopus (gąska modrzewiowa)
  - Tricholoma saponaceum (gąska mydlana)
  - Tricholoma sejunctum (gąska zielonożółta)
  - Tricholoma sulphureum (gąska siarkowa)
  - Tricholoma terreum (gąska ziemistoblaszkowa)
  - Tricholoma vaccinum (gąska krowia)
  - Tricholoma virgatum (gąska pieprzna)
  - Tricholomopsis rutilans (rycerzyk czerwonozłoty)
- Rodzina: Typhulaceae (pałecznicowate)
  - Typhula fistulosa (pałecznica rurkowata)
  - Typhula juncea (buławniczka sitowata)
  - Typhula erythropus (macnik czerwonotrzonkowy)
  - Typhula uncialis (macnik pałkowaty)

#### Rząd:Gloeophyllales(niszczycowce)
- Rodzina: Gloeophyllaceae (niszczycowate)
  - Gloeophyllum abietinum (niszczyca blaszkowata)
  - Gloeophyllum odoratum (niszczyca anyżkowa)
  - Gloeophyllum sepiarium (niszczyca płotowa)
  - Gloeophyllum trabeum (niszczyca belkowa)
  - Veluticeps abietina (skórowiec fioletowawy)

#### Rząd:Corticiales
- Rodzina: Corticiaceae
  - Corticium polygonioides (powłocznik białofioletowy) ●

#### Rząd:Gomphales(siatkolistkowce)
- Rodzina: Clavariadelphaceae (buławkowate)
  - Clavariadelphus ligula (buławka spłaszczona) ○
  - Clavariadelphus pistillaris (buławka pałeczkowata) (C. pistilaris[12]) ○
  - Clavariadelphus truncatus (buławka obcięta) ○

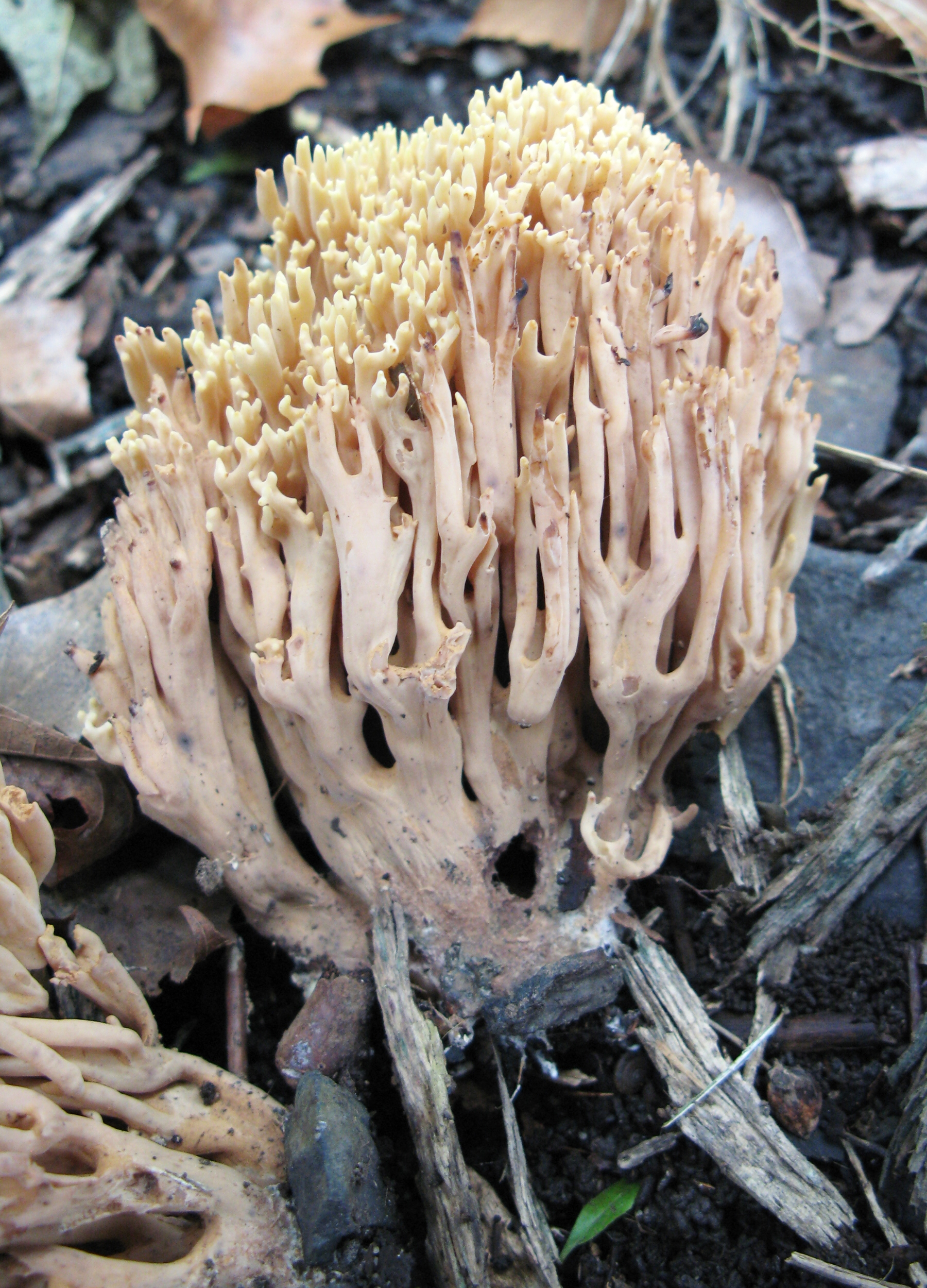
Koralówka strojna

- Rodzina: Gomphaceae (siatkolistowate)
  - Gomphus clavatus (siatkoblaszek maczugowaty) ○
  - Ramaria abietina (koralówka zielonawa)
  - Ramaria aurea (koralówka złocista)
  - Ramaria botrytis (koralówka czerwonowierzchołkowa)
  - Ramaria flava (koralówka żółta)
  - Ramaria formosa (koralówka strojna)
  - Ramaria pallida (koralówka blada)
  - Ramaria stricta (koralówka sztywna)

#### Rząd:Phallales(sromotnikowce)
(sromotnik bezwstydny)

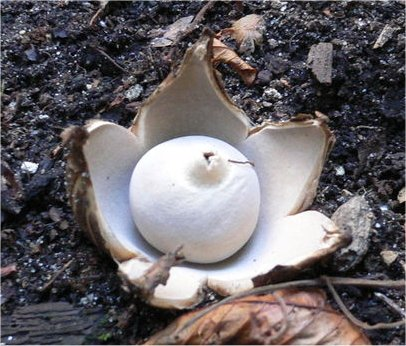
Gwiazdosz frędzelkowany

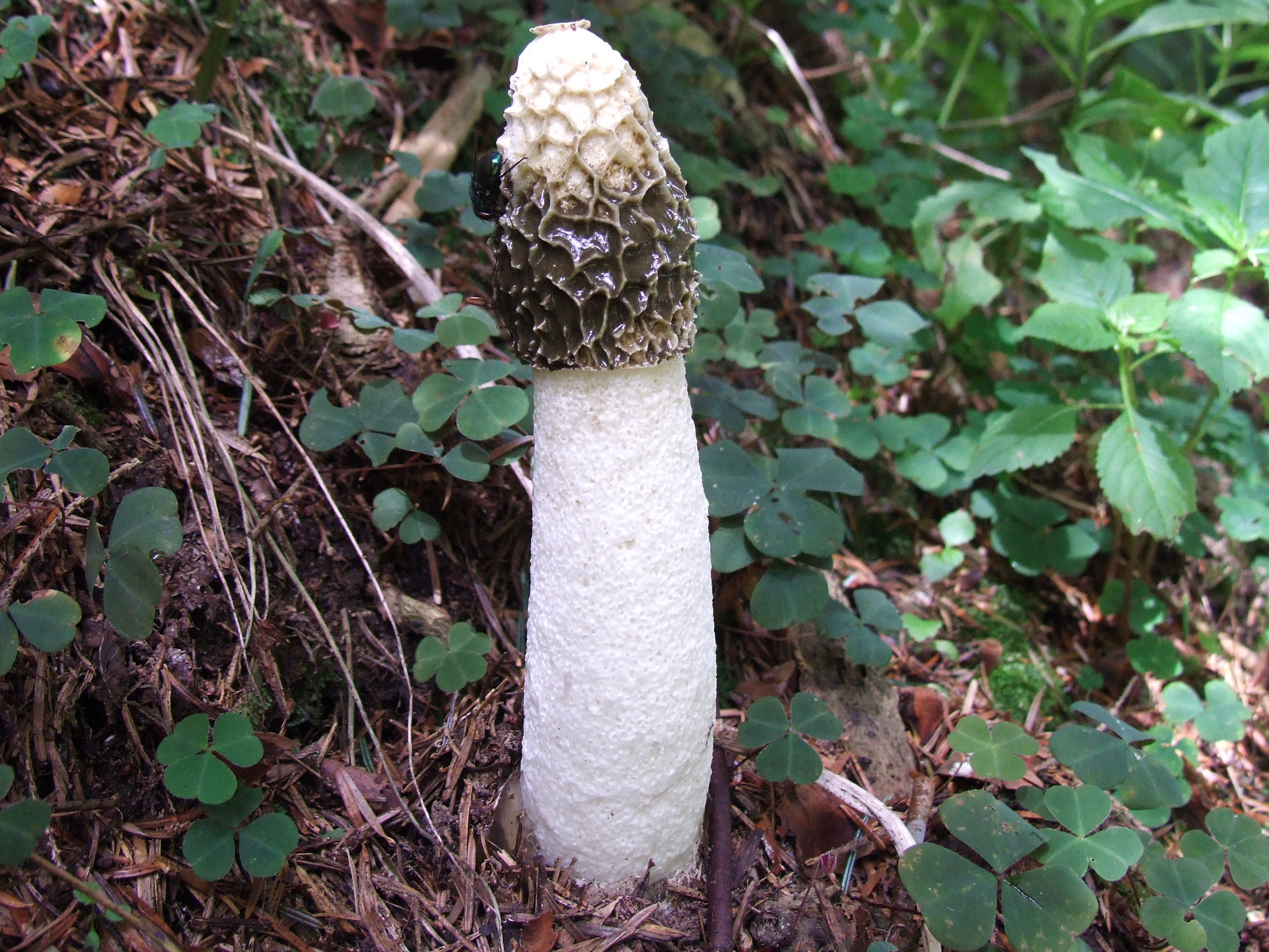
Sromotnik smrodliwy (sromotnik bezwstydny)

- Rodzina: Geastraceae (gwiazdoszowate)
  - Geastrum berkeleyi (gwiazdosz angielski) ●
  - Geastrum campestre (gwiazdosz szorstki) ●
  - Geastrum corollinum (gwiazdosz brodawkowy) ○
  - Geastrum elegans (gwiazdosz bury) ●
  - Geastrum fimbriatum (gwiazdosz frędzelkowany)
  - Geastrum floriforme (gwiazdosz kwiatuszkowaty) ●
  - Geastrum fornicatum (gwiazdosz wzniesiony) ●
  - Geastrum hungaricum (gwiazdosz węgierski) ●
  - Geastrum lageniforme (gwiazdosz baryłkowaty) ●
  - Geastrum minimum (gwiazdosz najmniejszy)
  - Geastrum quadrifidum (gwiazdosz czteropromienny) ○
  - Geastrum saccatum (gwiazdosz workowaty) ●
  - Geastrum schmidelii (gwiazdosz prążkowany) ●
  - Myriostoma coliforme (gwiazda wieloporowata, wieloporek gwiaździsty)
(gwiazda wieloporowa[12]) ●
  - Sphaerobolus stellatus (strzykacz gwiazdkowaty)
- Rodzina: Phallaceae (sromotnikowate)
  - Clathrus archeri (okratek australijski)
  - Clathrus ruber (okratek czerwony)
  - Mutinus caninus (mądziak psi)
  - Mutinus ravenelii (mądziak malinowy)
  - Phallus hadriani (sromotnik fiołkowy)
  - Phallus impudicus (sromotnik smrodliwy, sromotnik bezwstydny)

#### Rząd:Hysterangiales
- Rodzina: Hysterangiaceae (korzeniakowate)
  - Hysterangium separabile (podkorzeniak siateczkowy)